# EDENS ZERO
『EDENS ZERO』（エデンズ ゼロ）は、真島ヒロによる日本の漫画作品。『週刊少年マガジン』（講談社）にて、2018年30号から2024年30号まで連載された。
真島の過去作に共通する「ボーイ・ミーツ・ガールから始まる冒険譚」だが、魔法が存在する世界を舞台にした『RAVE』や『FAIRY TAIL』とは異なり、神秘に満ちた宇宙を渡り歩く惑星冒険もの（スペースオペラ）になっている。

## あらすじ
機械の住人の住まう惑星グランベル。その唯一の人間であるシキ・グランベルは、惑星ブルーガーデンの冒険者ギルド流星の灯に属するレベッカとハッピーとの出会いを機に、外の世界である桜宇宙（サクラコスモス）に旅立つ。
レベッカとハッピー同様に流星の灯の一員になったシキは、桜宇宙の伝説の存在とされるマザーに懐かしいものを感じ、マザーに会いに行くことを決意。かつて魔王と呼ばれたシキの育ての親ジギーが遺した魔王戦艦エデンズ ゼロを発見した3人は乗組員となり、盗賊ワイズ、剣士ホムラ、アンドロイドのピーノなど、様々な仲間を集めながら宇宙を駆け抜けていく。
ノーマ編

スカルフェアリー編

ギルスト編

デジタリス編

ミルディアン編

サン・ジュエル編

ベリアル・ゴア編

エデンズ ワン編

レッドケイブ編

フォレスタ編

サンドラ編

葵（アオイ）戦争編

X495編

レンダード編

ユニバース0編

## 登場人物
声の項はメディアミックスにおける声優。

### エデンズ ゼロ

#### 主要人物
シキ・グランベル
声 - 寺島拓篤、小坂井祐莉絵（幼少期）
【攻撃力 ☆☆☆☆ /防御力 ☆☆☆ /射撃 ☆☆ /エーテル力 ☆☆☆☆ /知力 ☆☆ /友達思い ☆☆☆☆☆】
本作の主人公。別名「魔王」「魔械の王」。10年前にジギーに拾われ、惑星グランベルでロボットたちと共に暮らしていたが、レベッカとハッピーの出会いをきっかけに宇宙に旅立つ。冒険者になってからはレベッカの発案で故郷の名をもらい「シキ・グランベル」を名乗っている。
世間知らずで天然ながらも仲間思いの熱血漢。感情を素直に出すため何かにつけて泣く事が多い。「〇〇スゲー」と「友達になってくれ」が口癖。苦手なものは虫。仲間（友達）に手を出す者には容赦しないが、一方友達と言われればすぐに信用してしまうなど、友達に対して甘過ぎるところがある。三年後は肉体面も精神面も大きく成長し、以前よりも大人びているが友達を欲しがるところは変わらない（以前よりも容姿が大人びたためにナンパをしているように見られている）。左目はシュラとの戦いの後機械となっている。
重力のエーテルギア「サタングラビティ」の使い手で、それを併用した武術「魔械流」を操る。自身に効果を及ぼすことで攻撃力増幅や移動、外部に及ぼすことで対象の圧壊や重力弾の射出を行うことができるなど、応用の幅が広い。シュラ曰く、自身の重力変化に特化している。ドラッケン戦でオーバードライブを習得した。さらにフォレスタでジギーの師であるゼノリスの指導を受けたことで、さらなる重力の扱い方を身に着けた。ジギーに勝利後はジギーがネロから奪ったワームホールを託された。
帝国軍との戦いではシュラと三度交戦。初めはウィッチを連れ去って逃げられ、二回目は敗北して左目を失う事になるも、三回目の戦いでリベンジを果たす。その後ジギーによる爆発から逃れようとするも、ジギーからは「選択を間違えた」と言われ全滅のピンチに陥る。それを防ぐべくウィッチが犠牲になった事で改めてジギーを敵として認識し、力をつけるべく三年間修行を積む。
三年後には銀河六魔将の一人となり、政府からは危険視されている。ジギーのいる星レンダードへ向かう途中で星系六祈将のホーリィからジギー達を倒すべく手を組むこととなり、星咬作戦を開始する。レンダード到着後は魔王四黒星のウィザードと戦うことになるが、自身の能力でウィザードとウィッチに面識があることを知る。ウィザードやウィッチにそれらの記憶がないことから自分を拾った時のジギーが自分がおかしくなることを知っており、何か重大な秘密が隠されているのではないかと推測した。ウィザード撃破後もブリガンダインやキラーの記憶が流れている。魔王四黒星が全員撃破された後にジギーと一騎打ちを行うが、そこでジギーの正体が別の世界線の二万年後の自分であることを知る。駆けつけたピーノの能力で自分の知るジギーと対面すると真の敵がいることを知らされ、元に戻らない内にジギーを破壊するよう頼まれる。しかし迷っている隙にジギーが再度乗っ取られてしまい再度交戦するが、ジギーの行動は乗っ取られた演技であり、シキ自身それに気付きつつも涙を流しながらジギーを破壊した。レンダード脱出後はレベッカの母レイチェルからマザーの命がもうすぐ尽きることを教えられ、仲間達と共にマザーが生き残っているユニバース0へ向かうことになる。それによって一度は記憶を失うもののレベッカと再会することで記憶を取り戻した。その後は以前の世界とは違ってグランベルのロボットと敵対することはなく、エデンズ ゼロもジギーが用意していたものとして渡され、前の世界で死んだウィッチとも再会する。それからは再び仲間を集めてマザーを目指すのを目的にし、ノーマにてワイズとピーノ、ギルストでシスターと再会する。その後はドラッケンに挑むが、本来ラグナがいた筈がネロがドラッケンの味方になっており交戦。しかし体が三年前に戻った事で本来の力に体が追い付かず苦戦する。しかしネロからの助言を受けてオーバードライブをコントロールすることに成功し勝利する。その後はドラッケンと対峙するが、別の世界でドラッケンと友達になると約束したことや、シュラに友達になろうと誘われたことを思い出して、かつての敵とも友達となることを決める。
「シキ」という名は作者の過去の作品『モンスターハンター オラージュ』の主人公と同じであり、作風に準拠しているとはいえ「主人公の名前の使い回し」というのは珍しいケースである。
- エーテルギア「サタングラビティ」
  - 魔械流 重拳（まかいりゅう じゅうけん）- 重力のエーテルギアを駆使して繰り出す拳の攻撃。
    - 魔械流 重拳乱舞（まかいりゅう じゅうけんらんぶ）- 重力のエネルギーを纏わせた状態繰り出すパンチや蹴りの乱舞攻撃。

  - 魔械流 重心（まかいりゅう じゅうしん）- 重力を操ることによって、自身が触れたものを重くすることができる。
  - 魔械流 重旋脚（まかいりゅう じゅうせんきゃく）- 空中で脚が光り始め、相手にスピンキックを放ち。
  - 魔械流 重弾（まかいりゅう じゅうだん）- 拳から重力で作られたエネルギー球を作成し、それを敵に投げ、攻撃の重さのためにそれらを押し戻す。
  - 魔械流 重力波（まかいりゅう じゅうりょくは）- 手のひらを地面に置き、敵を自分の方に引っ張るらせん力を作る。
  - 魔械流 重彗星（まかいりゅう じゅうすいせい）- 重力の力を駆使して勢いよく飛び出して相手を手で押し潰す。
  - 魔械流 重身（まかいりゅう じゅうしん）- 空中で回転し、重力を利用して下向きのキックで相手を押し下げ、地面に送り出す。
  - 魔械流 重力場（まかいりゅう じゅうりょくば）- 拳で地面を突き、攻撃を押しつぶして打ち消す重力場を生成する。
  - 魔械流 グラビティインパクト（まかいりゅう グラビティインパクト）- 他のエネルギーを重力に変換させて、そのエネルギーを一点に集中させて殴りつける。
  - 魔械流 反重力（まかいりゅう はんじゅうりょく）- 触れたものの周りに反重力場を生成し、そこに移動したものはすべて他の方向に飛んでいる。
  - 魔械流 星崩し（まかいりゅう メテオブレイカー）- 拳の部分に巨大な重力球を纏わせて、それを飛ばして攻撃。
  - 魔械流秘奥技 黒天（まかいりゅうひおうぎ こくてん）- 掌に巨大な重力球を展開させて攻撃をする。心の重さを鍛えたことによる使用可能なったようである。

- オーバードライブ - エーテルギア者として、「オーバードライブ」にアクセスできる。全身で使用されると、新しい魔王として彼を識別する変身を獲得。初歩的な形態で、髪と肌の色は明るい色合いに変わり、明るい色のエーテルマーキングが体全体に現れ、一対のエネルギーホーンが頭の両側に現れた。すべて物理的能力が大幅に強化され、自分のエーテルギア技を最大限に活用することができる。髪は白くなり、両腕は紫色のエーテルマーキングで暗く、同じマーキングの黒い角のペアが頭から出た。衣類もノースリーブのハイカラーチュニックに変わり、小さな傷跡が現れた。囲まれた物体や記憶さえも引き込むことができるので、重力はブラックホールに匹敵する非常に強力になる。
  - ルート ジギー - エーテリオンで三年前の世界に来たことで力に体が追いつかなかったシキが、ネロからの助言を受けてエーテルを最適化させた今の自分に合わせた形にしたオーバードライブ。見た目がジギーに酷似したものへと変化する。

- エーテルギア「ワームホール」

レベッカ・ブルーガーデン
声 - 小松未可子
【攻撃力 ☆☆ /防御力 ☆ /射撃 ☆☆☆☆☆ /エーテル力 ☆☆☆☆ /知力 ☆☆☆ /美脚 ☆☆☆☆☆】
本作のヒロイン。冒険者ギルド「流星の灯」に所属する動画配信者「B・キューバー」だが、運営する「AONEKOチャンネル」では普通かつ雑なネタばかり配信しているため人気はイマイチ。三年後はカウチポの指導もあって人気になっている。好きはハッピー・猫・食事、嫌いはラビリア。
好奇心旺盛で食いしん坊。戦闘時など時折口調が土佐弁のような言葉になる。後に食いしん坊なのや食べ方は父親のコナーに、口調は母親のレイチェルに似ていることが発覚した。
物心ついたときから一人で惑星ブルーガーデンにおり、家族に関する記憶はない。ブルーガーデンを姓として名乗っている理由もそのため。
シューティングゲームでエイム力を鍛えており、戦闘時はハッピーブラスターを扱うが、物語の途中で跳躍のエーテルギア「キャットリーパー」を覚醒させる。その本質は時間をも飛び越える力で、ノア曰く以前から無意識に発動していたらしい。さらに世界を動く力とは違い、数分前の時間に記憶を保ったまま戻る能力「リバース」を自分の意思で扱えるようになるが、消耗が激しく連続使用は不可能。三年後はオーバードライブも習得している。ユニバース0では最後の世界のために時を渡るのは不可能になっている。
キャットリーパーに時喰みを呼び寄せる力があることが発見されたためレンダードに時喰みを呼び寄せて星を食べさせる星咬作戦の中枢を担うことになる。レンダードでは魔王四黒星のクラウンと交戦し善戦するも、本気を出したクラウンに敗れて捕えられた。シキ達に助けられた後は自身の実母であるレイチェルと対面することになる。レンダードから脱出後コナーが自分の父親であることや自身が捨てられた理由を知ったことで和解する。その後レイチェルからマザーの命が尽きること、唯一の可能性があるユニバース0に向かうこととなる。ユニバース0に向かった後一度は記憶を失ったものの、宇宙船がシキの元に勝手に引き寄せられたことでシキ再会し、記憶も元に戻る。仲間達と再会しながらもギルストでドラッケン達に挑み、前の世界で因縁があるダイチと交戦。互角に渡り合うも体が力に追いつかないことで隙を晒してしまい拘束されるが、銃の存在を思い出して勝利した（前の世界の記憶と今の世界の記憶が混ざった事で銃の存在を忘れていた。また、前の世界ほどゲームをしていないので視力が高く、銃の命中率が上がっている）。
- エーテルギア「キャットリーパー」
  - ベルホーリースラッシュ - エーテルチャージされた脚を使って相手を蹴り、後方に飛ばした。
  - リバース - 発生したばかりのイベントの記憶を保持しながら時間を数分戻す。この知識を使用してイベントのコースを自分の好みに変えることができる。一度戻ると、いかりのように振る舞い、それより遠くに行くのを防ぐポイントが作る。これを行うと、エネルギーを大量に消費し、体に損傷を与え、一時的なひび割れを引き起こし、連続して使いすぎるのは危険。
  - アオネコキック - 頭の上にエーテルで作られたネコのような耳を手に入れ、それから敵を飛ばすのに十分な物理的な力で相手を蹴り。
  - ベルホーリーニードル - 相手をひっくり返し、エーテルチャージした脚を使って相手の頭上を蹴り、相手を地面に叩きつける。

- オーバードライブ - 葵（アオイ）戦争終結から3年後は猫に似た外観のオーバードライブを使えるようになる。衣装は袖が外れ、トリムが濃く、履物がない青いレオタードに変わる。髪は水色の色合いで白くなり、頭に猫の耳があり、上のハートのような形をしたエーテルラインをスポーツするリングが付いた猫の尾がある。足と上腕に水色のエーテルマーキングがあり、顔全体に猫の髭に似たペアがある。敏捷性と反射神経の高まりにより、アクロバティックなスキルと猫のような素早い動きが得られるため脚と足の身体能力が大幅に向上し、平衡状態により、狭い物体でバランスを取り、危険な高さから安全に着陸することができる。

ハッピー
声 - 釘宮理恵
【攻撃力 ☆ /防御力 ☆ /射撃 ☆☆☆☆ /エーテル力 ☆☆ /知力 ☆☆☆ /メカ度 ☆☆☆】
レベッカのパートナーでエクシド星のネコ。
経緯は不明だが、ブルーガーデンにて幼い頃のレベッカと出会い、名前を貰って以来共に暮らしている。レベッカとの出会いからしばらくして交通事故に遭い死亡するが、老ワイズの手で機械の身体を得て蘇生した。改造後は外見のみ生身の頃の姿を模しているが、有事の際には外装を解いて、エーテル弾を放つ多機能銃「ハッピーブラスター」に分離変形する。射手不在の状態でも自律射撃は可能だが、命中率はレベッカ使用時よりは劣る。ユニバース0では最初から事故にあっていないので生身。しかしそれによって戦闘能力がなくなっている。
前作『FAIRY TAIL』のハッピーのスターシステムキャラクターであり、容姿と性格も同じだが、尾の先端部分は黒で、首にはレベッカとお揃いのB・キューブを身につけている。
- ハッピーブラスター
  - エーテル弾 フルバースト（エーテルだんフルバースト）- エネルギーをチャージし、敵に強力な「エーテル弾」を発射し、大きなダメージを与える。この技を使用すると、後でハッピー自身が疲れ果ててしまい。
  - ハッピーブラスターARモード - 「エーテル弾」の射程と火力を増加させるアサルトライフルに変身することができる。
  - ハッピーブラスターソロモード - エーテルを充電し、それを使用して体を変形させ、「エーテル弾」を放つ小さな大砲を背中から出現させる。

- ハッピーブレード - 尻尾をエーテル製の刃に変え、ロープなど上簡単に切ることができる。

ワイズ・シュタイナー
声 - 手塚ヒロミチ、柴田芽衣（幼少期）
【攻撃力 ☆☆☆ /防御力 ☆☆☆☆☆ /射撃 ☆☆☆☆ /エーテル力 ☆☆☆ /知力 ☆☆ /盗人 ☆☆☆】
惑星ノーマ出身の盗賊。「時喰み」によって50年前に逆行したノーマにてシキたちと出会い、彼らに便乗して星を脱出した後、成り行きで行動を共にする。好きは金・バニーちゃん、嫌いは勉強。
女好きで自己中心的な性格だが、シキたちに感化されて以降、仲間思いな面を見せるようになる。
幼い頃に母親を亡くしており、後にその原因がドラッケンであることを知ると殺意を抱き報復しようとするが、シキに止められている。その後、ドラッケンの元部下であるラザフォード兄妹やラグナがエデンズ ゼロに同行する時も彼らの存在を快く受け入れられずにいたが、ラザフォード兄妹は事情を知ったことで態度は軟化している。しかしラグナには自分達に目的を隠していたことや、彼がネロを倒すために仲間達を利用したことから心を許していなかった。しかし、ラグナの友人も死んでしまった事から、ラグナへの言葉を取り消した。
機械を自在に改造できるエーテルギア「マキナ・メイカー」を持ち、自身の強化や敵の武装解除に応用することができる。ただし感覚で改造しているため、高い技術を身につけている未来のワイズよりも力を扱えておらず、ハッピーを完全に修理することはできなかった。サン・ジュエルからはパワードスーツ「アーセナル」を装着し、状況に応じ改造しながら戦う。オーシャンズ6の一人、ナセとの戦いでオーバードライブを会得した。
レンダードでは魔王四黒星のキラーと交戦。善戦したが母親のホログラムに気を取られたことで敗北。しかしキラーの情報をハーミットに送ったことで彼女の勝利に貢献した。
ユニバース0では母親が生存しており、シビルとも友人になっている。ピーノと同時に記憶を取り戻し、前の世界と違って危険な旅に出なくても家族と幸せに暮らせるにもかかわらず、友であるシキ達のために旅に同行した。ギルストではとある世界で自分を倒したファイと交戦するが、ハーミットがいないためにアーセナルの能力が低く苦戦する。しかし記憶を取り戻したハーミットの援護によって勝利した。
- エーテルギア「マキナ・メイカー」
  - ミリオンバレット - 床に触れてそれを変更し、リモートでアクティブにして選択した敵に向けて発砲できる多数の銃を作る。
  - アトレスフレイム - 武器に触れ、それを火炎放射器に変更して、大量の炎を発射する。
  - モータルクラッシュ - 自分のエーテルギアを使用している時にオブジェクトに触れ、「エーテルマーキング」でそれらを飲み込み、激しい爆発でそれらを爆発させ、その過程でそれらを破壊する。
  - アーセナル - 「アーセナルスーツ」を装備すると、自分のエーテルギアの可能性が引き出され、より高度な技術に使用できるようになる。
    - バイスキャノン - 前腕のメッキから機関銃を製造し、物理物な弾薬を発射する。
    - ドラムバスター - スーツの前腕を爆発的な爆風を発射する大砲に再構成する。
    - メタリカエクスプロージョン - 前腕とパンチのサイズを大幅に拡大し、高レベルの熱エネルギーで衝撃を与えると大規模な爆発を引き起こす。
    - グランディレイ - 前腕のメッキからレーザーを生成し、敵に光線ビームを発射する。
    - グランディウィング - 前腕の演奏から「オーテツク」を半分に切るのに十分な強さの翼のような刃を作る。

- オーバードライブ - 全体的な機械的な外観が得られ、首、手、足には複雑な機械的な継ぎ目、丸い耳のカップ、背中から発芽する四つの暗い色の触手がある。髪は青くなり、いくつかのエーテルラインが右目を横切るところにスライドして戻す。上肢と腕の一部が暗くなり、明るい色のエーテルマーキングが付けられる。衣装の色が反転し、「アーセナルスーツマーク2」の暗い色のローブが明るい色に変える。エーテルギア機能は床を再構成し、複数の弾を同時に高速で発射できるように拡張された。

ワイズ・シュタイナー（老）
声 - 手塚ヒロミチ
現在の時間軸におけるワイズ。盗賊を経て科学者になっている。年を重ねたことで落ち着きを得ているが、女好きであることは変わっていない。かつてドラッケン相手にトラブルを起こした際、報復として右手を切断され、以降は義手で補っている。
レベッカとはハッピーの事故現場に居合わせたとき以来の付き合いで、ハッピーの死を嘆く彼女の懇願を聞き入れ機械化処置を施した。それ以来知人として度々協力している。ユニバース0ではハッピーの事故がない事になっているが、別の事情で出合い仲良くなった。
ノーマが「時喰み」によって住めなくなった後は、星を出て気ままに旅をしている。
EMピーノ（イーエムピーノ）
声 - 井澤詩織
【攻撃力 ☆ /防御力 ☆ /射撃 ☆ /エーテル力 ☆☆ /知力 ☆☆☆☆ /うさぎ? ☆☆☆】
対機械用アンドロイド。性別は女性（少女）で、ウサギの耳のようなアンテナを持つ。夢は人間になること。好きはご主人、嫌いはいじめっ子。
EMPで機械やエーテルギアを強制停止する能力を持つ。当初は仲間も巻き込んでしまっていたが、修行によって味方には影響しなくなった。製作者はジギーで四煌星の後発機にあたるとされている。ウィッチ曰く「エデンズの光」になる存在。
50年前に逆行したノーマに迷い込み、ならず者であるシビルファミリーに利用されていたが、シキに救出され仲間に加わる。
実はジギーに細工されており、シキ達の情報や作戦を盗まれていた。レンダードでその事に気づき、泣きながら裏切り者だったと謝罪したがレベッカ達に励まされる。それと同時にジギーから自分を止める方法を渡されていた。
シキが圧倒されているところに駆けつけ、彼ジギーと対峙する。オーバードライブを発動してジギーを一時的に正気に戻すことに成功。その後、再び意識を乗っ取られたジギーに破壊されたかに思われたが、意識を乗っ取られる前にシキに殺されようとしたジギーがシキを怒らせるべく破壊したフリをしていただけで、ジギーの消滅と同時にワームホールから出現した。
ユニバース0ではワイズと同時に記憶を取り戻し、旅に同行。また、前の世界では壊れていた情報も無事にあり、大切な情報であるために全員が集まったら話すとしている。
- EMP（イーエムピー） - 「光」や「機械」などの電子機器を数秒間短絡させる電磁パルス（EMPとも呼ばれる）のバーストを作成する。
- オーバードライブ - メカニカル翼付き黒色のドレスに姿を変換きる。

ホムラ・コウゲツ
声 - 青木志貴
【攻撃力 ☆☆☆☆ /防御力 ☆☆☆☆ /射撃 ☆ /エーテル力 ☆☆☆ /知力 ☆☆ /和服 ☆☆☆☆☆】
和装の女性剣士。惑星オオエド出身。古風な喋り方をし、生真面目な性格だが、隠しごとができず、思ったことを無意識に口にしてしまう。語尾に「ゆえ」を付けることが多い。好きは師匠、熱い物が苦手。
剣のエーテルギア「ソウルブレイド」を持ち、ヴァルキリー直伝の剣術「戦乙女一刀流」を使う。オーシャンズ6の一人、ミラーニとの戦いの最中オーバードライブを会得した。
実母クレナイに捨てられた後、ヴァルキリーの庇護を受け育った。5年前に行方不明になった彼女を探して旅をしており、ブルーガーデンでエデンズ ゼロの名を口にしたシキたちに手がかりを求めてエデンズ ゼロに乗艦する。サン・ジュエルにおいてヴァルキリーの亡骸と対面し、悲しみを乗り越えクレナイとも決別、ヴァルキリーの跡を継ぎ四煌星に加わる。
レンダードの戦いでは魔王四黒星のブリガンダインと交戦。圧倒的な防御力に苦戦を強いられるも一瞬の隙を突いた捨て身の攻撃により勝利した。その後は自分たちの母親（レベッカの以外は亡骸だが）を回収してエデンズゼロに帰還した後、アクネラと戦うジャスティスに加勢する。
ユニバース0では母親の借金を肩代わりさせられており、性格も大きく変わっている上にエーテルギアも使えなくなっている。
- エーテルギア「ソウルブレイド」
  - 五形剣 豹の構え（ごけいけん ひょうのかまえ）- 複数のスラッシュで敵を攻撃する前にスタンスを取り、剣を二つに分割する。
    - 豹爪乱舞（ひょうそうらんぶ）- 剣を二つに分割してから太い木の枝を遠くに分割できる一連の広範囲の切るを開始。
    - 戦乙女二刀流 豹時雨（いくさおとめにとうありゅう ひょうしぐれ）- 両方のエーテル剣を逆に保持し、瞬時に複数の敵を斬り。

  - 戦乙女一刀流 竜閃華（いくさおとめいっとうりゅうりゅうせんか）- 相手に向かって突進し、地面から突き出しながらバランスを崩し、次に相手に向かって回転し、胸を下向きに切り倒して倒す。
  - 蛇突閃（じゃとつせん）- 右手に刀を持ち、相手に急速に連続して突き刺す。
  - 戦乙女一刀流 蛇咬閃（いくさおとめいっとうりゅう じゃこうせん）- 剣はエーテルを前に突き出すと光り、甚大なダメージを与えた。
  - 戦乙女最終奥義 オーディンストライク（いくさおとめさいしゅうおうぎ オーディンストライク）- 自分の周りに乗り越えられない数のエーテル刃を召喚し、それらを敵に向けて発射し、衝撃で爆発を引き起こす。
  - 五形剣 鶴の型（ごけいけん つるのかた）- 片手で剣を握りながら片足でバランスを取り、風を切り裂く優雅な剣術を披露。
    - 戦乙女二刀亜流 鶴楼風陣（いくさおとめにとうありゅう かくろうふうじん）- 両方のエーテル剣を「剣槍」に組み合わせ、片手で素早く回転させ、周囲の風を吸収する。

  - 五形剣 虎の型（ごけいけん とらのかた）- 近距離の近接戦闘のために手首の周りに一対の爪の武器を作成する。
    - 虎鉄六連（こてつろくれん）- 前方に疾走し、エーテル爪で相手を斬り。
    - 戦乙女六爪流 猛虎雷爪牙（いくさおとめろくそうりゅう もうこらいそうが）- 自分のエーテル爪を稲妻に染み込ませ、敵を複数の方向に素早く裂傷つけ、負傷させて感電死させる。

  - 戦乙女一刀流 妖狐真円斬（いくさおとめいっとうりゅう ようこしんざん）- 自分に向かって突進している敵を斬り、それらを傷つけ、爆発を引き起こす。
  - 戦乙女一刀流 流れ流閃華（いくさおとめいっとうりゅう ながれりゅうせんか）- 「戦乙女の剣」を「竜特効エーテル」でチャージした後は「ナイトギア」を操縦してドラゴンに向かって突進し、さまざまな方向に斬りつけて爆発させる。
  - 戦乙女一刀流 妖狐連舞刃（いくさおとめいっとうりゅう ようこれんぶじん）- 妖狐のような姿から繰り出される連続の斬撃。
  - 戦乙女流秘奥義 炎ヲ謳ウ太刀（いくさおとめりゅうひおうぎ ほのうをうたうたち）
  - 戦乙女弓術 雷光連弾（いくさおとめきゅうじゅつ らいこうれんだん）- エーテルの弓を構えて、連続でエーテルの矢を繰り出して攻撃をしている。

- オーバードライブ - 全身に「ソウルブレード」を使用してこのオーバードライブにアクセスし、キツネのような外観を与える。髪は明るい色になり、上部にキツネのような耳があり、大きくてフサフサした尾がある。両方の足が暗くなり、明るい色のエーテルマーキングが付けられが、両方の腕はより複雑なパターンのエーテルギアマーキングで覆われている。衣装は毛皮の襟付きの装飾的な明るい色のキモノに変わり、暗い色の色合いとエーテルマーキングが付いた毛皮の襟付きの袖が足のものと一致し、炎の雲のような形をしたおり、暗い色で保持されている桜花が描かれた紐で結ばれた色の帯。エーテル剣は一度に大爆発を起こすのに十分強力なオリエンタル太刀に変える。

#### 魔王四煌星
ウィッチ・リグレット
声 - 安野希世乃
【攻撃力 ☆☆☆☆ /防御力 ☆☆☆☆☆ /射撃 ☆☆☆ /エーテル力 ☆☆☆☆☆ /知力 ☆☆☆☆ /犬のマネ ☆】
四煌星の一人。普段は口元だけを露出したヘルメットを被っており、敬語で話す。別名「エデンズの盾」。
エデンズ ゼロの防衛を担当しており、エーテルを多様な属性に変えて操ることが「魔女（ウィッチ）」という名の由来。ただし、その代償として艦のシステムを統括する義務を負っているため艦からあまり離れることができず、ジギーがグランベルに戻ってからの10年間は艦内で休眠していた。
帝国軍との戦いの中、シュラの襲撃を受けて捕まり、シキとの再戦の餌にされる。シキが来るまでの暇つぶしとしてシュラに重傷を負わされる。その後、一度は傷が完治したものの、ジギーによって引き起こされた爆発から仲間を守るために犠牲となった。
他の四煌生と同じくジギーによって記憶を消されているが、シキがウィザードから読み取った記憶によれば以前は親しかったらしい。
ユニバース0では三年前の世界のためにシキ達と再会するが、ウィッチ自身は記憶がないために戸惑っている。
- シールドエーテル - 防御のためにエーテルから形成された六角形パネルのシールドを作成する。
  - プロテクトマトリックス - 巨大なサイズの球形バリアを作成し、エデンズ ゼロ全体を包含することができる。

- 属性エーテル（ぞくせいエーテル）- 自分のエーテルの元素特性を変更し、魔法の同様に操作する。
  - アイスエーテル - 敵を囲み、氷で包み。
  - エアエーテル - 自分の足の下で空気のバーストを作成し、より長い距離をジャンプできるよう。
  - ライトニングエーテル - 手から電気を生成して敵に衝撃を与え、次に雷で敵を攻撃する手の動きを実行する。
  - エデンズグリッター - エーテルを開いた手に向け、敵に光の柱を呼び起こし、大きなダメージを与える。

- バトルドレス - 魔王四煌星の一つとして戦闘目的で設計された別の衣装に装備する能力を持っている。
  - アサルトウィッチ - アサルトウィッチ衣装を使用し、主な戦闘形態。

- 浄化（じょうか）- ニーテルS4が蔓延しているエデンズ ゼロの内部全体を即座にクリーンアップ。
- 再生（さいせい）- エデンズ ゼロを元の外観に復元する。
- オーバードライブ - エレガントかつ露出度の高い黒のレオタードとなり、髪はポニーテールに結ばれ額の中央には濃い色の翼のある薔薇の髪飾りと天使のような翼が付けられサイハイブーツを履いている。

シスター・イヴリィ
声 - 藤井ゆきよ
【攻撃力 ☆☆ /防御力 ☆☆☆ /射撃 ☆☆☆ /エーテル力 ☆☆☆☆ /知力 ☆☆ /ヒール ☆☆☆☆☆】
四煌星の一人。修道女の姿とは裏腹にヤンキーのような態度を取り、一人称は「俺」を用いる。別名「エデンズの命」。
高い治癒能力を持つ。根っからの拷問好きなサディストだが、根は仲間想いで医者としての矜持も持ち合わせている。
ジギーに暇を出されてからはモスコを連れ、能力を活かして治療行為をしていたが、惑星ギルストに赴いた際にローグアウトに捕まり、リーダーである偽シスターに能力を供給するためアジトの地下に閉じ込められていた。自身を探しに来たシキたちによって解放され、エデンズ ゼロに合流する。
レンダードの戦いでは魔王四黒星のクラウンと交戦し勝利、情報を聞き出すべく捕縛した。
ユニバース0では偽シスターには捕まっておらず、ローグアウトで自警団を仕切っていた。シキの力とレベッカの拘束された姿を見て記憶を思い出し、ドラッケンを倒すべく行動。ジンとクリーネを倒して記憶も取り戻させた。
- ヒールアトマイザー - 「治癒のエーテル」で生き物と機械的存在を癒す。
  - ディスペルドライバー - 石化やバインディングなどの異常なステータスの影響を修正またはリセット。
  - オーバーヒールデストロイ - それが爆発するまで、彼らの体でエネルギーの量を増やす敵を癒す。
  - ダイレクトリンクダイブ
    - メンタルブレイク

- バトルドレス - 「魔王四煌星」の一つとして戦闘目的で設計された別の衣装に装備する能力を持っている。

ハーミット・ミオ
声 - 高尾奏音
【攻撃力 ☆☆ /防御力 ☆☆ /射撃 ☆☆☆☆ /エーテル力 ☆☆☆ /知力 ☆☆☆☆☆ /ツンデレ ☆☆☆☆】
四煌星の一人で、ツインテールの少女の姿をしている。別名「エデンズの心」。
機械操作能力に長け、ハッキングを得意としている。
ジギーに暇を出されてからは「人間と友達になりたい」と願っていたが、ミュラーを筆頭とした人間至上主義者たちによる手酷い裏切りに遭い人間そのものに失望、世俗から離れデジタリスに引きこもっていたり、人間を嫌う性格となったが、シキによって連れ戻され、彼に感化されたことで再び人間を信じることを決意する。なお、同時に性格も頭脳派かつ明るいとなった。惑星フォレスタにてかつて自身を裏切り痛めつけたミュラー博士と再会し、過去のトラウマから怯えるも自身を守るべく戦うワイズ達「友達」の姿を見た事で奮起し、過去と訣別した。
レンダードの戦いでは魔王四黒星のキラーと交戦。ワイズから送られた情報を元に相手の裏を掻いて勝利した。その後はジギーの真相を知り情報を整理した結果、黒幕がエデンズワンの船そのものであることに気付いた。
ユニバース0ではウィッチとの再会で記憶を取り戻し、ワイズを援護してファイを倒した。
登場当時は「ハーミット・ミロン」という名前であったが、「ミロン」というキャラクターが既に登場しており、第11巻あとがきにて「ハーミット・ミオ」が公式設定となった。
- マスターコード - 「エデンズの心」として自分が熟練したプログラマーであることを示し、他の人のアカウントを使用して「デジタリス」でチートを簡単に作成と編集する。コンピュータネットワークに接続されている近くの機械をリモートで制御するにはハッキングスキルで十分する。
  - 自律崩壊プログラム（じりつほうかいプログラム）- 武器などの機械を基本コンポーネントに分解するプログラムを実行する。
  - 弾道予測シミュレーター（だんどうよそくしみゅれた）- シミュレーションプログラムを実行して銃器の弾道を検出と予測する。
  - エアリアルムーブ - 反射神経を増やして空中に飛び出し、弾をかわすことができる。
  - プリズンマトリックス - エリアのコンピュータシステムをハッキングして周囲に力場を生成し、内部の人が逃げるのを防ぎる。
  - ガンズハーベスト - コンピュータネットワークに接続された銃器の武器庫にハッキングした後は敵を狙うためにそれらの物理的な位置を操作し、それらを撃ち落とし、弾にエーテルコーティングを追加して非致死性する。

- バトルドレス - 「魔王四煌星」の一つとして戦闘目的で設計された別の衣装に装備する能力を持っている。
- オーバードライブ - 老けて見える体になり、髪はよりボリュームがあり、長くなった。二の腕のような翼のような突起が上腕に現れヘッドフォンからは一対のウサギの耳のような拡張部が現れた。

ヴァルキリー・ユナ
声 - 沢城みゆき
四煌星の一人。褐色の肌を持つポニーテールの女性の姿をしており、武人肌の人物。別名「エデンズの剣」。
ジギーに暇を出された後は星々を放浪し、オオエドにて身寄りのないホムラを拾って面倒を見ていたが、「ロボットの自分よりも本当の母親が必要」と考え、5年前にホムラのもとを離れ彼女の母であるクレナイを捜索していた。サン・ジュエルにてクレナイを発見したものの、彼女に裏切られる形で労働区で働くことになり、他の労働者たちを守るため鉱石生命体に単機で立ち向かい機能停止した。
エデンズ ゼロに保存されたバックアップデータを使えば修復は可能だったが、それはもはやかつてのヴァルキリーではなく別人であるため、彼女の死を受け入れたホムラの意向で亡骸はサン・ジュエルに残され、「剣」としての役割はホムラに受け継がれた。
- ソウルブレイド - ホムラと同様に。
  - 戦乙女最終奥義 オーディンストライク - ホムラと同様に技。「ヴァルキリー兵装システム」をアクティブにした後。

- バトルドレス - 「魔王四煌星」の一つとして戦闘目的で設計された別の衣装に装備する能力を持っている。
  - ヴァルキリー兵装システム（ヴァルキリーへいそうシステム）- 体がエーテルで急上昇すると、メインフレームが変形し、顔の右上部分が黒くなり、背中が翼のようなポートに再構成された。

- オーバードライブ - より露出度の高い衣装を身に着け、髪はほどかれて大きくなびき、最も注目すべきは背中から生えた翼のような一対の伸びた。

#### その他
モスコ＝ヴェルサー零 （モスコ＝ヴェルサーレイ）
声 - 岩田光央
【攻撃力 ☆ /防御力 ☆ /射撃 ☆ /エーテル力 ☆ /知力 ☆ /謎のスイッチ ☆☆☆☆☆】
シスターの下僕でエデンズ ゼロの世話係。
語尾に「ゴワス」を付ける。好きな女性のタイプは自分と同じぽっちゃり系。腹部に謎のボタンがあり、シスターからは押すことを禁じられている。
シスターが囚われている間はプログラムを書き換えられてローグアウトの一員になっていたが、解放されたシスターがプログラムを修正したことで正気に戻り合流する。
当初の設定では単なる敵キャラクターだったが、作者が描いている途中で気に入ったため仲間になった。
- つっぱり - 手のひらで敵に速い攻撃を提供する。
- 銀河横綱流
  - 流星群張り手（りゅうせいぐんはりて）- 急速に腕を突っ込んでいる間、相手に向かって突進する。
  - 合掌モスコイ（がっしょうモスコイ）- 左手と右手を前に上げながら相手に向かって突進。
  - 怒恋賞

ジン / クリス・ラザフォード
声 - 新祐樹
【攻撃力 ☆☆☆☆☆ /防御力 ☆☆☆ /射撃 ☆☆☆ /エーテル力 ☆☆☆ /知力 ☆☆☆ /妹愛 ☆☆☆☆☆】
惑星ギルストの犯罪者集団「ローグアウト」の元構成員。
元は資産家の生まれだったが、10年前にミュラーによって両親を殺され、自身は身体をバラバラに切断されるという責め苦を受けた。その後、身体をサイボーグに改造することで生き延び、心に傷を負った妹クリーネを治療する術と彼女を守るための力を求め、ギルストに流れ着いた。基本的に冷静沈着な人物だが、唯一の肉親である妹に対しては甘い。三年後は長髪になっている。
ローグアウトの頭目である偽シスターに私刑を下した後、ベリアル・ゴアに移りクリーネの補佐として再びシキたちと相まみえるが、30号世界にてドラッケンの真実を知ったことで妹を連れ離反しエデンズ ゼロに乗艦する。その後クリーネの治療が済んでからは、兄妹揃ってシキたちに協力している。
風のエーテルギア「ウィンドレイジ」の使い手で、風によって物体を切り裂いたり、吹き飛ばしたりすることが可能。加えて「天械流」と呼ばれる流派の忍術使いであり、エーテルギアと機械化した肉体を技に応用している。オーシャンズ6の一人であり、かつての道場の同門にして最初の友人であるカラムとの戦いでオーバードライブを会得した。
ユニバース0ではクリーネと共にシスターと戦っていたが、その途中で記憶を取り戻し戦意を喪失。しかしそれに気づかなかったシスターに殴り続けられた。
- エーテルギア「ウィンドレイジ」
  - 天械流忍術 烈風斬（てんかいりゅうにんじゅつ れっぷうざん）- さまざまな車両を持ち上げるのに十分な強さの風を敵に向けて発射し、大きな「X」字型の火口を残す。
  - 天械流忍術 疾風砕波（てんかいりゅうにんじゅつ しっぷうさいは）- 腕全体を風で囲み、敵に向かって前方に突き出た。
  - 風神拳（ふうじんけん）- 風を使って速度を上げながら「ロケット腕」を発射し、素早くパンチで相手を攻撃。
  - 天械流忍術 烈風掌（てんかいりゅうにんじゅつ れっぷうしょう）- 手のひらを風に包み、それを使って敵を攻撃し、サイクロンを作って敵を吹き飛ばす。
  - 風神裂空斬（ふうじんれっくうざん）- エーテルに身を包み、敵を急いで通り過ぎ、強力な暴風の急流を残し、敵を巨大な速度で細断する。

- オーバードライブ - 体のエーテル線が立体的になり、風のように自身の周りの空中を渦巻くきる。衣服は、袖がなく、胴体の側面が露出している暗い色のハイカラーシャツに着替え、一鋳する黒色のズボンに接続され明るい色のブーツに押し込まれ暗い装甲仮面を着用られ顔全体を覆うきる。また、大きな暗い色の羽毛の翼のペアを獲得した。前腕にエーテル線が現れ右前腕に炎に似た黒色のマークが付くいる。エーテルギア「ウィンドレイジ」の能力は大幅に強化され完全に斬り裂く十分な風力や速度で対象を攻撃するようになる。

シルフ / クリーネ・ラザフォード
声 - 大久保瑠美
【攻撃力 ☆☆☆ /防御力 ☆☆☆☆☆ /射撃 ☆☆☆ /エーテル力 ☆☆ /知力 ☆☆ /兄愛 ☆☆☆☆☆】
別名「風のエレメント」。ジン（クリス）の妹。
10年前に両親を失い、さらに兄の解体シーンを無理やり直視させられたことによるトラウマで、感情を表すと大きく取り乱す精神疾患を抱えることになった。普段身に着けている髪飾りは感情抑制装置であり、これによって心を保っているが、笑うことも泣くこともできなくなってしまった。
29号世界ではワイズに薬を届けようとしたレベッカやホムラを捕らえた。30号世界でもホムラと戦ったが敗北し、その後自身の病気を治すために兄と共にエデンズ ゼロの客分となる。惑星フォレスタでミュラー博士の存在に気づいたことで衰弱するも、記憶の中に入ったシスターが10年前の記憶を消すという治療を行ったことで再び感情を自由に表現できるようになった。その後改めて自らの意志でジンと共にエデンズ ゼロの仲間となる。
風のエーテルギア「ウィンドスナッチ」の使い手。攻撃に特化したジンに対し、防御や拘束寄りの能力を使う。オーシャンズ6の一人、リラとの戦いでオーバードライブを会得した。
ユニバース0では感情を失っていない。ジンと共にシスターと戦うが途中で記憶を取り戻して戦意を喪失する。しかしそれに気づかなかったシスターに殴り続けられ、文句を言いながらも再会を喜んだ。
- エーテルギア「ウィンドスナッチ」
  - 風の檻（かぜのおり）- 敵を縮め、渦巻く風のオーブに吸い込み。ケージを内側から壊すことは事実上不可能であり、発射体を使用すると、単に風の表面を跳ね返るだけ。また内部から発信された通信信号を妨害する。
  - ウィンドリフレクト - 手首をフリックし、自分の風で発射物を捕まえてから相手に送り返す。
  - ヴァリアブルサイクロン - 巨大な風の刃によって切り裂く。

- オーバードライブ - 服装を長くて明るい縁取りノースリーブの黒色のドレス、一対大きな白鳥のような翼、2つのヘアピンに黒い角のような付属物、暗い色のストッキング、明るい色の羽毛のバレエ靴の服装に変える。また、手から肩、顔にかけてエーテル線があり、右手首はデザイン不明の黒色のタトゥーが入っている。

ラグナ・ヒューゼルト
声 - 八代拓
【攻撃力 ☆☆☆☆ /防御力 ☆☆☆ /射撃 ☆☆☆ /エーテル力 ☆☆☆☆ /知力 ☆☆☆☆ /ピンヒール ☆☆☆☆☆】
別名「水の精霊」。元はそれなりに知られた役者であり、常に冷静に振舞うなどエレメント4の中でも数少ない常識人。役者時代の頃に親友を失った際、悲しみはしたが職業病でその時計算して涙を流してしまったため、他者の涙に注目する癖がある。
29号世界ではシキ達と交戦し次々に無力化するが、ワイズのホログラムを応用した策に敗れ去った。その後は捕らえられたレベッカの面倒を見ていた。
30号世界ではウィッチと交戦し敗れた後、ベリアル・ゴアを出て役者業で生計を立てていたが、葵宇宙での冒険への協力をウィッチに打診され、「住みやすい星を見つけて送り届ける」ことを条件にエデンズ ゼロに同行する。
正体は葵宇宙の反乱軍「オアシス」の元メンバー。自身や仲間たちの力ではネロに敵わないことを悟り、同じ六魔将であるドラッケンをぶつけるため桜宇宙に潜伏していた。エデンズ ゼロに同行した理由も、ドラッケンを倒したシキたちを戦力として利用するためである。
水を操るエーテルギア「ティアーズラバー」の使い手で、水の形状変化はもちろん、自分の目の前で泣いた人間・アンドロイドを身動きできない水に強制的に変化させ拘束する技を使う。味方の一部分を液体化させて傷を治すことも可能（ただし痛みなどのダメージは残る）。
帝国軍との戦いでは、シキ達を進ませるために陽動を請け負っていたが、イジューナによって追い詰められたシキとレベッカを助けに駆けつける。しかし、そこでイジューナがかつての同胞であるお嬢だと知り、衝撃を受ける。そのままイジューナの手に入れたエーテルギアの力で追い詰められるも、彼女が感じているシュラへの愛情が彼女のエーテルギアによるものである事を指摘し、動揺した彼女に勝利した。
ユニバース0ではオアシスのリーダーになっている。
- エーテルギア「ティアーズラバー」
  - ウォーターハンド - 敵を攻撃するために水を巨大な手に形作る。
  - ウォーターショット - 敵に水発射体の弾幕を投げる。
  - ウォーターレーザー - 手を握りしめ、水のらせんに囲まれたレーザーを相手に向けて発射する。
  - ティアーズアロー - 複数の水のボールを作成し、矢の同様に敵に向かって高速で発射する。
  - ティアーズウェイブ - 作って水をコントロールし、大きな波が相手に押し寄せる同様に送りたい。

- エンパイアエーテル - 他の人のエーテルを強制的に再構成する。この場合、彼らが波を流した場合、それらを水に変える。
- オーバードライブ - ポンパドールの髪型を取得し、長袖の濃い色の毛皮のコートに着替え、「G & J」のイニシャルが入った右腕章を着用。また、「ティアーズラバー」は氷の要素を操作する力を獲得し、機械の体を切り裂くのに十分強力の氷ベースの武器を作る。

カウチポ / クロエ・フランソワーズ・愛（クロエ・フランソワーズ・あい）
声 - 新井里美
【攻撃力 ☆ /防御力 ☆☆☆ /射撃 ☆ /エーテル力 無い /知力 ☆☆☆☆☆ /食欲 ☆☆☆☆☆】
大食い動画で有名な女性B・キューバー。
ローグアウトによるB・キューバー誘拐の際、モスコに拉致されたことがきっかけでレベッカと知り合う。第147話扉絵掲載のプロフィールでは戦闘能力は低いが食欲・知力が最高レベルの☆5となっている。
ギルスト脱出の際に別れたが、葵宇宙にてレベッカたちと再会し、そのままエデンズ ゼロに居つく。以降はレベッカに配信のアドバイスをしている。シキがウィッチが連れ去られた事で起こった際には、冷静な判断ができない状態になってしまった彼を諭した。三年後も変わらずに行動を共にしている。
コナー
声 - 佐々健太
エデンズ ワンを操縦する人間。コナーはジギーの理念に賛同したと発言しているが、ジギーが利用できるといった人間であるものと認識している。既婚者で娘と妻がいるが行方不明になり、探している途中でジギーと出会ったらしい。
29号世界では、桜宇宙を漂流していたところをエデンズ ゼロに拾われ、勝手に艦を操縦してデブリ帯を突破させ一行をサン・ジュエルに送り届けた。しかし、レベッカが30号世界に移動した際に彼との遭遇した事象はなかったことになっている。その後レベッカが無意識に31号世界に移動した事で今度はジギーのロボット工場で働くようになっており、ジギーの行いを知って逃げた先でシキ達と遭遇。一度は安全な星に逃げようとするも、家族を失わないために戦うシキ達を見て船の艦長となる（この時妻に似ていると思っていたレベッカが実の娘であることをノアから教えられていた）。
レンダードの戦いにで銀河六魔将のセントファイアこそが自身の妻であり、レベッカの父親であることが発覚した（レベッカは両親の記憶はないため知らず、ハーミット達は知りながらも自分から言い出すのを待っていた）。その後は目を覚ましたレイチェルから自身やレベッカを捨てていなくなった理由を知り和解した。

### エデンズ ワン
ジギー
声 - 大塚芳忠
かつて「魔王」と呼ばれたアンドロイドで、エデンズ ゼロの前の所有者。人と機械の”和”を重んじる人格者であった。
シキを拾い惑星グランベルで育てた後に機能を停止していたが、シキが仲間たちを連れて一時グランベルに立ち寄った際に何らかの理由により再起動し、「全人類およびそれに組する機械の支配」を宣言してエデンズ ワンに乗り、葵宇宙へと移動する。
復活以降は、シキや四煌星と過ごしたかつての自分を否定し、シキのことを「この世に存在してはいけないモノ」として忌み嫌うなど、人格が豹変している。
葵宇宙では帝国を手に入れるべく行動しており、神殿に乗り込んだジャガーに便乗して、民間軍の振りをして突入し、ネロと交戦する。一度はネロの能力に敗北したかに思われたが、頭部を破壊されても機械である故に死なず、油断したネロを強襲し殺害。そのままネロが転送した爆弾でシキを殺そうとし、彼が逃げる判断をした際には「判断を間違えた」と告げた。自身の前に現れたエルシーに対して、シキが間違った選択をした事により元の計画が失敗した事、シキの選択により31号世界が始まった事を教えた。
その正体は別のユニバース（平行世界）の二万年後からやってきた、爆弾から逃げるではなく止めるを選んだ未来のシキの成れの果て。爆弾を重力で圧縮して消滅させようとした際にレベッカの力と共鳴して時空が歪んでしまい、爆弾の爆発によって説明のつかない大きな力が生まれた結果二万年後の世界へと飛ばされた。その際にレベッカは死亡し、彼自身も治療が不可能なほどの損傷を受けてしまう。ジギーという名前も肉体が限界で上手くシキと言えなかったのをそのまま名前と誤解されたからである。二万年後は機械以外の生命体は存在しておらず、彼も人間としての肉体は失い、機械の体に改造された。さらに爆弾の衝撃で記憶も大半を失っており、機械になってしまったことやレベッカが死んだという現実を受け止められずに発狂して暴れてしまう。その後は自我も大半失った上に人間だった頃の記憶も完全に消滅した。数十年後に人類の滅亡を止めるべく原点たるユニバース0を目指して時空を超えられる船エデンズ ゼロに乗り出発するが、時空を超える直前に時喰みと衝突した結果ユニバース1へと不時着。再び記憶を失ってしまった。
レンダードではジギーを倒すために単独で現れたエルシーと交戦。追い詰められるもエルシーの人としての情に漬け込んで形成を逆転させるがジャスティスによって逃げられてしまい、アクネラに追わせる。その後はシキ達の前に現れシキと一騎討ちを行い、その途中で自身の正体と過去を彼に教える。そしてシキを追い詰めるも本来のジギーがピーノに残していた鍵によって一時的に意識を封じられる。そして本来のジギーに戻ると今でもシキを孫のように思っている事、そして自分を乗っ取った存在がレンダードにいることを教え、シキに自分を殺すように教える。その後は迷うシキの姿を見て再度乗っ取られた演技をしてシキに跡を託しながら破壊された。
- サタングラビティ
  - 魔械流 重弾（まかいりゅう じゅうだん）
  - 魔械流 重彗星（まかいりゅう じゅうすいせい）
  - 魔械流 重身（まかいりゅう じゅうしん）
  - 魔械流 重烈火（まかいりゅうじゅうれつか）- 敵に複数の重力の爆発を開始し、それらすべてを一度に攻撃。
  - 魔械流 絶機衝（まかいりゅうぜつきしょう）
  - グラビティドレイン - 対戦相手をつかみ、重力を使ってエーテルギアなどの個人の力を吸収し、相手が使用できるように。

- ワームホール - 他の場所、さらには遠くの惑星への波の同様なポータルを作成し、それらを通過する。ジギーの死亡後はシキに託された。
- オーバードライブ - 新しい仮面、大きな角、悪魔の爪に似た装甲板を備えた重装甲でありながらより脅威的な形態に変化。重力の能力と武勇は強力となった。

ONE・ヴォイド（オーバー・ニュー・エーテリオン・ヴォイド）
ジギーを操っていた黒幕。元々はジギーがエデンズ ゼロに何かあった時の予備として作られた船だったが、高度過ぎる人工知能によって自らの自我とマザーを破壊して人類を消し去るという目的を持つようになった。

#### 魔王四黒星
ウィザード
声 - 村田太志
長髪で糸目の男性の姿をしたアンドロイド。任務のためならば容赦をしない冷酷な性格をしており、他の四黒星同様ジギーへの忠誠を誓っている。ウィッチと対になる存在で「エデンズの矛」を名乗っている。ジギーによって記憶を奪われているらしいが、シキが見た記憶によるとウィッチと親しかったらしい。
ウィッチの上位互換機であり単純な性能はウィッチを上回っている。使う技もウィッチと同じ。自身の力を魔法と呼んでいる。
レンダードにてシキと交戦。一度は彼のエーテルを吸収して優位に立ったが、シキはこの後の戦いに温存していて力の一割しか出しておらず、本気を出した彼に一撃で敗れる。
- 属性エーテル
  - ライトニングエーテル - 槍でエーテルを召喚して稲妻を発生させ、それを使って対象を攻撃。
    - 神の雷（かみのいかずち）- 強力な稲妻の筋を召喚し、一度に多数の対象を破壊する。
    - 宇宙雷光（うちゅうらいこう）- 槍から暗い稲妻の筋を放つ。

  - アイスエーテル - 槍を使って対象を氷で囲み、その中に閉じ込めることができる。
  - エアエーテル - 足の下にエーテルを召喚して空気を爆発させ、ジャンプ能力を強化。
  - ファイアエーテル - 槍でエーテルを召喚し、そこから火を発生させる。
    - ブラックブレイズ - 巨大な火柱を召喚して対象を飲み込む。

  - ドレインエーテル - 対象のエーテルを排出する。

- バトルドレス - エーテル翼を備えた闇バトルスーツ。
- オーバードライブ

クラウン
声 - 柳田淳一
ピエロのような姿をしたアンドロイド。常にふざけたような態度を取るが根は他の四黒星同様に冷酷で残忍。殺すことに独自の美学を持っているらしく、容赦なく殺そうとするキラーを止める様子も見せている。シスターと対になる「エデンズの死」。シキの見た記憶ではシスターのオペの先生だった。
直接的な戦闘能力は高くはないが、相手を特殊な空間に閉じ込めて悪夢を見せ、精神を破壊する戦法を得意としている。
レンダードでレベッカと交戦。様々な手段でレベッカを追い詰めるも油断し過ぎたことでハッピーとピーノを救出されてしまい圧倒される。それによってレベッカの実力を認め本気を出すと彼女を一瞬にして拘束する。その後はキラーと共にエデンズゼロに侵入し、シスターと交戦。悪夢を見せて精神を破壊しようとしたが逆に深層世界を乗っ取られて敗北、情報を聞き出すために拘束される。
- バトルドレス
  - ナイトメアクラウン - 恐ろしい浅黒い肌のピエロのような姿が特徴。

ブリガンダイン
声 - 山本祥太
元々は鎧武者のような姿だったが、ジャガーに破壊された後は大柄な西洋風の甲冑を纏った姿になっている。他の四黒星と違って戦いに意味を見出すような人間臭い一面を持っており、他者の力を認める武人肌な性格をしている。ヴァルキリーの対となる「エデンズの鎧」であり、ヴァルキリーともう戦えないことを悔やんでいた。ジギーによって記憶を消されており、シキが読み取った記憶によればヴァルキリーとは知り合いで褐色肌とドレッドヘアーが特徴の男性（他の四黒星は姿が似通っている中大きく違っているが、鎧の中身は不明）。
四黒星一の戦闘力の持ち主であり、小細工なしの純粋な素手で戦う武闘派。そのパワーは容易くホムラの剣を破壊し、攻撃を幾ら受けても鎧に傷一つつかない。
レンダードではホムラと交戦。他の四黒星とは違って電脳世界による分断は行わず正面から激突した。その圧倒的な力で終始ホムラを圧倒し、オーバードライブを使用しても傷一つつかずに彼女を追い詰める。しかし攻撃する瞬間は防御力が低くなることに気付いたホムラが、自身の防御を捨てて放った捨て身の攻撃によって鎧を切り裂かれ敗北。彼女を称賛しながら破壊された。
- プロテクトフォーティファイ
- アーマードプレッシャー

キラー
声 - 市川蒼
元々は顔もない武骨なメカらしい姿をしていたが、ジャガーに破壊された後はフードを被った若者の姿になっている。四黒星の中でも最も残酷な性格の持ち主で人の心を利用することに躊躇いを持たない。ハーミットの対となる「エデンズの脳」を名乗っている。ジギーによって記憶を消されているが、シキの見た記憶によるとハーミットと親しかったらしい。
直接的な戦闘能力は他の四黒星と比べて低いが、ホログラムやハッキングなど高い技術力を持つ。
レンダードでは電脳空間に閉じ込めてでシキ達を分断。ワイズと交戦することとなり、その途中でウィザードを倒したシキも拘束した。ワイズの母親のホログラムを使って行動を制限し彼に勝利。クラウンと共にエデンズゼロに乗り込みラビリアを殺そうとしたが、モスコによって阻まれる。その後はハーミットと戦いホログラムで相手を騙して不意を突こうとしたが、ワイズから送られたデータによって戦法がバレていたことで敗北。自爆してウイルスでハーミットを道連れにしようとしたが、シスターに阻まれた。
- マスターコード - ランドスケーププラグインを通じてエリアを制御する。
  - 亜空間プログラム（あくうかんプログラム）- 独自の背景を持つサブディメンションを作るプログラムを作る。
  - プロテクトマトリクス - 防御のために六角形のパネルでシールドを作る。
  - アサルトビットレーザー - 多数のレーザーを放つ。
  - ジャマーコード
  - アサシンブレイド - 対象を攻撃するために手首に刃を作る。

- オーバードライブ

#### その他
コナー
エデンズ ゼロの項目を参照。
ミュラー
声 - 多田野曜平
- エーテルギア「サタングラビティ」

### 銀河六魔将
エルシー・クリムゾン / エルシー＝ル＝レンダード
声 - 大原さやか
銀河六魔将の一人。別名「鎧の宇宙海賊」「海賊女王」。七つの宇宙を制した大艦隊を率いる宇宙海賊の頭目。右目に眼帯を装着している赤毛の女性。基本的に明るい性格でジギー達と共に過ごしていた影響から仲間を家族のように思っている。
ジギーとは旧知で、彼からエデンズ ゼロを預かっていた。元は戦争難民にして孤児でそこをジギー達に助けられて親しくなった。本人曰く子供の時点でヴァルキリーと互角で、ホムラの剣も素足で受け止めた。その実力の高さから六魔に数えられているが、民間の被害はほとんどないため政府からは他の六魔ほど危険視されていない。
自身の部下からは姫と呼ばれているが実際に幼い頃はとある国の姫だった。しかし、自身の国が裏で危険な事を企てている事を知り、それを止めるべく国の正体を公表し、それによって戦争が起きる事になった（エルシー自身は自分の力ではどうしようもないため信頼できる他の国に相談したが、戦争を起こすつもりは全くなかった）。結果、自身の家族や友人を無くすことなり、同じ国で育ったジャスティスから恨まれることになった。
星のエーテルを吸収し武具を精製するエーテルギア「スタードレイン」の使い手で、使用時一度全裸になり精製された武具を身に纏う。
ジギーが敵になる後はシキ達との同盟する。フォレスタに旅行する後は兵士のジャスティスによって殺されようとしていた時にシキを救う。ジャスティスとの死闘で一騎討ちだが、シキでもジギーでもない謎の重力に中断まれ引き分けに終わった。死闘後はジャスティスに後で対決を解決されファーストキスについてからかうことを伝え前に別れを告げる。ネロ達が死亡し帝国敗北後に神殿にて負傷したジギーと再会。かつて助けられた恩から手負いであったジギーを見逃した。
三年後にはシキ達と別行動しつつジギーを捜索し、ジギーがいるのが自身の滅ぼした故郷の星レンダードであることを知る。シキ達やホーリィ達と手を組みレンダードに攻めるも、決着をつけるために作戦を無視して単独でジギーと交戦する。しかし正気が戻った振りをしたジギーに動揺してしまい、その隙をつかれて劣勢になるが、駆けつけたジャスティスによって助けられる。その後はジャスティスに拘束され、アクネラとの戦いに向かった彼に変わって見張りとしてやってきたジェシーによって目の前で仲間を殺される。家族のように思っていた人々が死んでいく様に自分の周りには死が纏わりついていると悲しんでいたが、メビウスを手に入れることを決心して行動を開始。そのために母親であるアクネラを背後から強襲して殺害した。それによってアクネラからメビウスの全権限を奪い取りドラゴンの機能を停止させる。そしてジャスティスに誰とも戦いたくないという本心を明かした。そしてジャスティスと和解し、共にレンダードごと時喰みによって消滅した。
前作『FAIRY TAIL』に登場するエルザ・スカーレットのスター・システムキャラクター。
- エーテルギア「スタードレイン」
  - 七星剣（グランシャリオ）- 両手を重ね合わせ、上手にはインデックスと中指だけを広げる。天空から降り注ぐ七本のビーム攻撃で敵を破壊する。
  - 天蠍槍（アンタレス）- 暗い色のポールアームで構成される槍頭、エーテルから作られた三つの刃が突き出ていることを呼び出すことができる。もう一方の端には宝石が埋め込まれた同様のダイヤモンドがある。
  - 流星（ミーティア）- 体はエーテルのマントに囲まれており、空中を信じられないほどの速度で動くことができる。
  - トータルエクリプス - 相手に莫大なエネルギーを放つ。

ドラッケン・ジョー
声 - 楠大典
銀河六魔将の一人。別名「闇の錬金術師」。昔はDJゾンビや不死者（アンデッド）ジョーとも呼ばれていた。
元はギルストにいたが、時喰みから逃れるために宇宙へと出る。様々な所に金を貸しており、ホムラの母である紅夫人などにもお金を貸していた。金になる存在は生かす（脅しとして怪我を負わせたりはする）が、自身の邪魔になる存在や金にならなさそうな存在は容赦なく殺す非道な性格をしている。本来の時代ではワイズが盗んだのは彼の金で腕を切り落とされるはずだった。
元はどうしても長い時間生きられない星に生まれたが、本などで本来はもっと生きられる事を知る。それによって、もっと長い年月を生きたいと望むが周りからは気味悪がられながらも調べていくうちに錬金術を学び、それを使用して、自身の寿命を延ばしていた（その代わりに他人の寿命を少しずつ吸い取っており、それが理由でワイズの母親は死んだ）。また、少年時代は「長く生きられれば友達が出来るかもしれない」という純真な面も見られた。
自身の触れた物体を別の物体に変えるエーテルギア「アルケミスト」を持つ。
エデンズ ゼロのことをノアから知り、自身の寿命の限界を超えるためレベッカの力を求めてエデンズ ゼロを追い回す。29号世界ではシキたちの裏をかいてエデンズ ゼロを完膚なきまでに負かし、なおも抵抗するシキを殺害した。しかし、その後拘束していたレベッカが「キャットリーパー」を覚醒させて30号世界への世界移動と時間遡航を行ったため、今度は自身が手の内を知られたうえで追い詰められてしまう。侵入してきたシキと交戦し、圧倒的な力で追い詰めるものの、ベリアル・ゴアに溜め込まれていた自身の生命エネルギーがレベッカによって逆流されたことで肉体と精神の制御ができなくなり、敵味方問わず殺戮する異形となり果てる。最終的にオーバードライブを発動したシキに敗れ、老人の姿になり捕まる。ラグナ曰く彼の真の力はエレメント4がいてこそのもので、シキ達が勝てたのはエレメント4が倒されたのと生命維持装置が壊れていたかららしい。
- エーテルギア「アルケミスト」
  - イグニッションフロア - 自身から離れて分岐するマークを作られ、マークの端の床も爆破に変える。
  - サンダーウォール - 壁の上部にマークを作成するより、それらを電気に変え、接触した者に衝撃も与える。

- オーバードライブ - 体の組成が変化し、エーテル線が体全体に広がり始める、より巨大で結晶性ある姿になる。使用ながら、皮膚が完全に暗くなり、体に沿って一連の明るいエーテルマーキングが走り、髪の毛が明るくなり、ほとんど結晶になり、長い爬虫類の尾が成長する。

ポセイドン・ネロ
声 - 土師孝也
銀河六魔将の一人。別名「皇帝」。葵宇宙全体を表から支配している葵宇宙の最高権力者。魚と人が混ざったような肉体をしている。
ジギーとは古い友人。重要な決まり事をする際は「帝国歴程」と呼ぶサイコロの目によって決めており、本人も自身のサイコロに自信を持っている（本人曰くサイコロによって一代で帝国を築いた）。周囲からもサイコロがエーテルギアと思われていたが、彼の持つサイコロの正体は不思議な力を持つ遺物で、出目に従う限り必ず勝利が約束されるが、その代わりにその勝利に応じた何かを犠牲にする（ネロの場合は家族や友人を失った）。それとは別に「ワームホール」と呼ばれるエーテルギアを持っているが、この能力は周りに隠していたらしく、昔親しかったジギーや息子であるシュラも知らなかった。
神殿にて侵入した、銀河六魔将のジャガーとかつての友ジギーと交戦する。ジギーの生み出した隙を突く形でジャガーを殺し、続くジギーもエンパイアダイスとエーテルギアの力で頭部を破壊し、シュラの目論見に気づいて爆弾をシュラ達の元へと転送していたが、機械である故に頭部が壊されても死んでいなかったジギーに背後から胸を貫かれる。さらに隙を突かれてサイコロを奪われた上に破壊されてしまい、自身のエーテルギアでジギーを倒そうとするも逆に殺され、力をジギーに奪われた。
- 帝国歴程（エンパイアダイス）
- エーテルギア「ワームホール」

デッドエンド・クロウ
銀河六魔将の一人。別名「常闇の巨人」。全長420mのアンドロイドで生きた要塞と称される。かつて100万人以上が被害が出た血のアトモスデイ事件の首謀者でジギーが現れる前は一番危険なアンドロイドとして知られていた。
人間をオモチャとしか思っておらず、笑いながら命を奪う非道な性格をしており、アンドロイドだけの世界を目指すジギーとは協力関係にある。
その正体は星系六祈将の一人であるキュアーによって生み出された悪役であり、彼からは最高傑作と称されている。
その戦闘能力は非常に高く、巨体から繰り出される一撃の破壊力は圧倒的であり、アンドロイドならではのギミックも搭載されている。防御面も実弾では傷一つつかないほどの装甲に加えエーテルなどのエネルギーを吸収する力を持っており、肉体にあるコアを直接破壊する以外にはほぼ勝ち目がない。
ゴッド・アクネラ / シャイア＝ル＝レンダード
銀河六魔将の一人。別名「ドラゴンの母」。仮面のようなものをつけたアンドロイド。大量のドラゴンを産み出している。
自身が作り出した大量のドラゴンを使役しており、それらを我が子と呼ぶ。人間は宇宙に不要という考えを持っており、ジギーの機械生命体だけの世界を目指す目的に深く共感している。ジギーとは協力者として様付けで呼び積極的に彼を手伝っているが、一方で無条件の味方ではなく彼からの頼みは聞いても命令は一切聞かず、裏切った場合は大量のドラゴンを襲わせると脅す様子も見られる。ジギーからも「面倒な女」と呼ばれている。
その正体は元人間であり、エルシーの実母で元王妃。かつてレンダード王国で機械兵永久生産システム「メビウス」を開発していたが、エルシーが謀反を起こしたことでレンダードは壊滅し、計画も遅れてしまった（表向きにはとっくに開発中止になっており、ジャスティスは裏で作られていたことを知らなかった）。エルシーに裏切られたからか元々そのような考えの持ち主だったかは不明だが、「人の子などいらない」、「機械は母の言葉を聞いてくれる」とし、自身を人を捨て神となったと称している（エルシーからは自分の前では優しい母親を演じていたが本心は富と権力しか考えていなかったと言われている）。容姿も元はエルシーに瓜二つだったが大きく変わっている。
レンダードにて大量のドラゴンを操りシキ達を妨害。その後はジギーに頼まれて逃げたエルシーとジャスティスを追跡し、ジャスティスとナイトギアに乗ったホムラと交戦。二人を圧倒しながらも自分の正体を明かそうとするがその前に背後から娘であるエルシーに攻撃され殺害された。
セントファイア・ノックス / レイチェル
銀河六魔将の一人。別名「大司教」。時を操るという教団セントファイア教の教祖。レベッカの実母でコナーの元妻。その特別な力を危険視され、六魔の一人とされている。実際は彼女の母親こそが六魔と呼ばれた存在であり、それを受け継いだために六魔として扱われた。娘のレベッカの戦闘時と同じような話し方をする。
代々セントファイア教の教祖となる事を義務付けられた一族であり、それに反発して家出した先でコナーと恋に落ちた。しかし三年後に母親が死亡したことで教団の追手が現れ、当初は大人しく着いて行こうとしたが、狂信派によって関係を持ったコナーを殺されてしまう。自身の能力で何度もやり直した結果、何も言わずにコナーの元を去って自ら戻るしか夫を助けられる方法が無かったため、苦渋の決断の末コナーを捨てていなくなった。それ以降軟禁状態となっていたが、出自の分からない娘の存在を認められないとして今度はレベッカが狙われてしまったため、やむを得ず娘も手放すことになった。
娘のレベッカと同じ時を操る力を持つ。しかし家族を助ける道を探り続けた結果使用回数を使い切ったため、現在は能力を失っている。
ジギーからは見せしめとして信者全てを殺した後に生きたまま回収、眠ったままカプセルに入れられている。レンダードにてジギーの手によってレベッカ達の前に現れ、レベッカ達に回収された。その後はシスターによって目を覚まし、事情を説明したことで家族とも和解する。そしてマザーの命が尽きることと唯一マザーが生き残るユニバース0について話し、そこで自分と再会するように伝えて船を後にした。
デッドエンド・キュアー
ユニバース0にいる銀河六魔将の一人。星系連盟軍の項目を参照。
ミュラー
ユニバース0にいる銀河六魔将の一人。エデンズ ワンの項目を参照。
ジョーカー・ヘリックス
ユニバース0にいる銀河六魔将の一人。
- Δtリアクター（デルタタイムリアクター）

ライトニング・ロー
ユニバース0にいる銀河六魔将の一人。
レディ・フレイヤ
ユニバース0にいる銀河六魔将の一人。

#### エルシー海賊団
妖精の騎士（プリンセスガード）
ゴウエン
声 - 沢城千春
- エーテルギア「フレイムボルト」

ヒョウガ
声 - 大鈴功起
- エーテルギア「アイスウォール」

ベルマン
声 - 梶川翔平
ジェシー
銀河系諜報機関の項目を参照。

#### ベリアル・ゴア
エレメント4
ラグナ・ヒューゼルト
エデンズ ゼロの項目を参照。
シルフ / クリーネ・ラザフォード
エデンズ ゼロの項目を参照。
ファイ
声 - 増田俊樹
- エーテルギア「フレイムアンモ」
  - 炎の弾丸（ほのおのだんがん）

ダイチ
声 - 伊丸岡篤
- エーテルギア「ペインズツリー」

ポセイドン・ネロ
ユニバース0にいる水のエレメント。銀河六魔将の項目を参照。
ジャミロフ / スパイダー
声 - 橘龍丸
マリア・スライム
声 - 小坂井祐莉絵
セス・アンダーソン
声 - 中野泰佑
ディエゴ・レイエス
声 - 山口令悟
ジン
エデンズ ゼロの項目を参照。

#### 帝国
ポセイドン・シュラ
声 - 鈴村健一、柴田芽衣（幼少期）
ネロの義息子。ネロの部下からは王子と呼ばれている。非常に自己中心的な人物で自身の気分で他者の命を平気で奪う。さらに機械に対しては味方でも即座に殺害したり、感情などいらないと考えたりと機械の存在を軽視している面が見られる。義父であるネロに対しても表向きは敬語を使って従いつつ、内心では愚か者、クソジジイと見下している。秘書であるイジューナ曰く、人を愛した事も、人に愛された事もない。本人もその事を自覚していたようで、自身の事を怪物と称していた。
シキと同様重力を操るエーテルギアの使い手だが、物を操る事に特化している（自身の強化もできない訳ではない）。重力に対しての才能が非常に高く、ジギーから基礎しか教わっていないにも関わらずシキを圧倒し、ウィッチ達を手玉にとるだけの実力を持つ（代わりにネロのエーテルギアとの相性は悪く、教えられても習得できなかった）。オーバードライブも会得しており、使用中は容姿がネロに近くなる。
ネロに呼ばれてオーシャンズと共に神殿を訪れ、そこでサイコロの出目によってネロから全軍の指揮を委ねられる。それに乗じてオールリンクを使い神殿にある強力な爆弾を全て起動させてネロを殺害しようとしていた。さらに葵宇宙の全ての機械を壊そうとし、それを止めるべく駆けつけたシキに興味を抱いて交戦。シキに友達になろうと誘うも断られてしまい、エデンズ ゼロを強襲するとシキを誘い込むためにウィッチを攫い、拷問した。ウィッチを助けにきたシキと再戦し、オーバードライブを使用してシキに重傷を負わせて、オールリンクを起動させようとする。しかし、そこにネロから爆弾を全てシュラのいる星へ転送した事を知らされ、さらに復活したシキとの激闘の末に敗北。ジギーによって爆弾を起動され、死を待つだけのところに正気を取り戻したイジューナが現れる。イジューナのエーテルギアの影響で自分を彼女が慕っている事には気づいており、自分もそれが理由で彼女を気に入っていると思っていたが、イジューナからエーテルギアは関係なかった事を教えられ、自分が本当に彼女を愛している事を知り、涙を流しながら消滅した。
- エーテルギア「サタングラビティ」
  - ヘビーレイン - 重力を使用して敵に破片を下向きに送り出す。
  - ヘビーランス - 大きな岩を重力で持ち上げて槍に形作り、相手を全力で突き刺す。
  - ヘビーコリジョン - 敵の下の地面を持ち上げて体に衝突させ、空中に投げて同時にダメージを与える。

- オーバードライブ - 髪は触手の塊に成長し、腕の大部分を覆う黒色のマーキングが顔の側面につながり、そこで耳が尖り、魚うるこ模様のスボンになる。また、身体能力が大幅に上昇する。

イジューナ
声 - 金元寿子
先代オアシスのボスの娘で明るく勝気な女性。別名「お嬢」。ラグナ曰くグッドウィンと共にオアシスを支えてきたらしいが、ラグナのオアシス脱退後にネロの息子であるシュラに殺害された。しかし、実際は帝国の軍人であり、シュラの秘書イジューナとして生存していた。
かつては仲間思いな人物で、運命の赤い糸を信じるロマンチストな女性だった。三年前にシュラに捕まり死にかけるような拷問を受ける。しかし、ある時からシュラの孤独に気づき、同情するようになった挙句、彼に恋心を抱くようになり、反乱軍を裏切った（本人曰く運命の赤い糸が見えた）。実際は、辛い日々の中でエーテルギアに覚醒し、本人も無意識の内に自身とシュラを結び、その結果シュラへと心酔していた（シュラは人を愛したことが無かったために意味をなさなかったが、初めて自分を慕ってくれるイジューナに無意識で惚れていたため生かされた）。
特別な糸を操るエーテルギア「レッドデスティニー」を使用して戦う。エーテルギアはオアシスの所属時代は会得していなかった。その実力はエーテルギアを覚える前からグッドウィンをも凌ぐほど。
ウィッチを助けにきたシキ達の前に現れ、シキとレベッカを追い詰めるも駆けつけたラグナによって妨害される。一度はラグナを圧倒するも、彼女とシュラの関係を聞いたラグナが彼女の恋心の正体を気付いてそのカラクリを指摘された事で動揺し、ラグナに敗北して正気に戻る。しかし、長い間シュラに惚れていた影響で本当にシュラを好きになってしまい、敗れたシュラの元へと駆けつけ、彼を抱きしめながら爆発に巻き込まれて消滅した。
- エーテルギア「レッドデスティニー」
  - 縫（ソウイング）- 指をあるパターンで動かすと弦が対象に縫い付けられ多大な痛みが生じる。
  - ストリングマトリクス - 向かってくる攻撃を防ぐことができる壁を作る。
  - ストリングニードル - 対象に数本の弦を送り、それらを突き刺す。

- エンパイアエーテル - 紐で二人を強制的に愛し合い憎み合う。

オーシャンズ6
カルム・スティールフォード
声 - 岩瀬周平
- エーテルギア「キャブレター」
  - 天械流忍術 雨霧（てんかいりゅうにんじゅつ あまぎり）
  - 霧斬駆（むざんがけ）
  - 霧神拳（むじんけん）
  - 天械流 絶霧刄（てんかいりゅう ぜつむじん）

- エンパイアエーテル

リラ
声 - 長谷川育美
- エーテルギア「ギャンブラーラッシュ」
  - 3カード（スリーカード）
  - フレイムカード
  - ライトニングカード

- エンパイアエーテル

ナセ
声 - 左座翔丸
- エーテルギア「アイ・オブ・ホルス」
  - ヒュプノコネクト

- エンパイアエーテル
- シーデビル

ミラーニ・ルクラ
声 - 真野あゆみ
- エーテルギア「ミラートリック」
  - 鏡界殺（きょうかいさつ）
  - ミラージュトリガー

- エンパイアエーテル

サイカ
声 - 佐久間元輝

ファビアーノ
声 - 村上裕哉
- エーテルギア

獣王（ビースト）
ブリトニー
声 - 櫻井浩美
獣王のメンバー。ツルツルのトップや前髪のある長い髪の豊満な体型の若い女性。楕円形の眼鏡とストラップないのダークドレスを着用し、2つのダーク腕章、黒や白色の襟、後ろにネロ帝国のシンボルが描かれたロングコート、ロングストッキング、ダークシューズを着用している。
冷たい性格で仕事の一環として任務を遂行することも厭わないプロの兵士。また、皇帝のポセイドン・ネロに忠誠を誓う。
煙を操るエーテルギア「スモークバー」を使用して戦う。
フォレスタ編では、ミッションの途中ではオークと共にシキを倒しているモラに出くわす。機械について不快な発言でモラを叱り、オークは半分機械であることも思い出させる。燃える森の真ん中では、レベッカとの交戦する。彼女を追い詰めものの、最終的にレベッカによって使う掃除機に吸い込まれレベッカの「アオネコキック」で蹴上げる。敗北後、生死不明となった。
- エーテルギア「スモークバー」
  - スパークヘブン - 体を帯電した煙に変えて敵の体を通り抜け、敵を傷つけ。
  - ポイズンミスト - 体を腐食性の高い窒化マルボロでできた煙に変え、周囲の領域とそれによって影響を受ける人体の皮膚を腐敗する。

モラ
声 - 長谷川芳明
シルクハットをかぶった熱狂的男。
- エーテルギア「グルーティアー」
  - ホットメルト
  - グルーショット
  - グルーアックス

オーク
声 - 藤原貴弘
サイバネティックな右腕を持つ筋肉質のオーテツクエイリアン。
- ブラストマンアーム

ミュラー
ユニバース0にいる帝国科学部門主任。エデンズ ワンの項目を参照。

### 星系連盟軍

#### 支局長
ノア・グレンフィールド
ユニバース0にいる桜宇宙の支局長。流星の灯の項目を参照。
ナディア
ユニバース0にいる葵宇宙の支局長。レッドケイブの項目を参照。
エルシー＝ル＝レンダード
ユニバース0にいる楓宇宙の支局長。銀河六魔将の項目を参照。
セントファイア・ノックス / レイチェル
ユニバース0にいる雪宇宙の支局長。銀河六魔将の項目を参照。

#### 星系六祈将（オラシオンセイス）
ジャスティス / ジェームス・ホロウェイ
声 - 浪川大輔、佐藤恵（幼少期）
星系連盟軍の一員。星系六祈将の一人。普段は銀髪だが、エーテルギア使用時は青髪に変わり、右目付近にエーテルの模様が浮かぶ。
前作『FAIRY TAIL』に登場するジェラール・フェルナンデスのスター・システムキャラクター。
元はある星の王子でエルシーとは婚約者だった。しかし星の暴挙を止めるべくエルシーが情報を流した事で全てを失い、その事からエルシーを恨んでいる。また、エルシーと親しくジギーとも関係を持つシキ達も危険分子として警戒している。一方で仲間は大事に思っており、クリードが死んだ際には涙を流し彼を殺したと知らされた際には仇を取ろうとしていた。
エルシーと同じエーテルギア「スタードレイン」を使う。
フォレスタとの戦いでは、シキを追い詰めるが、エルシーに中断された。その後彼女との死闘するが、引き分けで終わる。
レンダードの戦いではフェザーの情報でエルシーがいることを知って他の星系六祈将と共に参戦。ジギーに敗北したエルシーを自身の獲物として救出しながらも仲間たちにエルシーやシキ達を友軍として扱うように指示していた。その後はエルシーを治療した後拘束していたが、追跡してきたアクネラとドラゴン達と交戦。クリードを殺したと知らされていたホムラと共闘することとなり、戦いの中でレンダードにあるメビウスによってドラゴンが生み出されたことや、アクネラの正体を知る。直後に駆けつけたエルシーに彼女の母親であることを教えアクネラを殺そうとするのを止めようとしたが静止を聞かずにエルシーはアクネラを殺害、さらにメビウスの全権限を手に入れる。そして全ドラゴンの機能を停止させ彼女の本音を聞いたことで和解。刻喰みが迫る中互いに本音で語り合い、レンダードに残るエルシーの姿を見て最後を共にする（この時にはホムラがクリードを殺していないことにも気づいていた）。そして刻喰みの中でかつての続きをしながら消滅した。
- エーテルギア「スタードレイン」
  - 流星（ミーティア）- エルシーのと同様の技。また素早く強力な近接攻撃で敵を攻撃。
    - 流星乱舞（りゅうせいらんぶ）- 「流星」を使用している間、複数の方向への信じられないほど速い近接攻撃で敵を急速に攻撃。

  - 七星剣（グランシャリオ）- エルシーのと同様の技。ジャスティス自身が「スターファイター」のエーテルリンクを使って宇宙でそれを使用するときビームは全方向性レーザーであり、複数の敵を殺すことができる信じられないほどの貫通力を持っている。
  - 天蠍槍（アンタレス）- エルシーのと同様の技。

ジャガー
声 - 斧アツシ
星系連盟軍大佐。星系六祈将の一人。
普段はジャスティスの上司であり、敵には一切の容赦をしない厳格な男。かつては六魔の一人で、獣神ジャガーと呼ばれていた。その実力は非常に高く、ネロからも自分と同等の力を持っていると評価されていた。ジャガーに変身するエーテルギアの使い手。
神殿の警備が手薄になった隙を突いてネロの元へ襲撃し、オーシャンズのファビアーノや魔王四黒星の二人を圧倒した。しかし、ジギーに動きを封じられた隙をネロに突かれて殺害された。
- エーテルギア

イレイサー / ハムリオ
声 - 松風雅也
星系六祈将の一人。飄々とした態度の青年。仲間思いで、軍人だが民間軍のオアシスと協力するなど柔軟な対応の取れる人物。「白い閃光」の異名を持つ。
詳細は不明だが、物体や人間を白い線で消滅させるエーテルギアを使用する。使用にはある程度のエーテルを貯める時間が必要らしく、連続使用は不可能。使用時は髪の色が黒から白へと変わり、生身で宇宙空間に出ても平気。ジャスティスからは消しゴムと言われている。
ジャスティスよりも一足先にシュラの軍隊と交戦し、途中から参戦したオアシスと共闘した。
イレイザーの本名ハムリオは『RAVE』のハムリオ・ムジカと同じである。
- エーテルギア

ホーリィ / レイナ
声 - 遠藤綾
星系六祈将の一人。紫色の長髪と露出が多い服装が特徴の美人な女性。
基本的に笑みを浮かべており、他の星系六祈と比べて親しみやすい性格をしている。落ち着いた雰囲気で物事を客観的に見ており、ネロの息子のシュラに対してはその本性を察して危険視していた一方で、シキやエルシーに対しては悪人とは思っていなかった。一方で冷酷な一面もあり、目的のためならば本来は敵対関係にあっても手を組み、（レベッカを拉致しようと考えていたとはいえ）一般市民を容赦なく殺害している。
幼少時に妹のサラや友人を突如襲撃してきたクロウによって殺害されており、自身も他の生き残りと共に余興として町の広場に十日間括り付けられていた。そして彼女以外は全員死亡し、唯一助かった彼女はクロウへの復讐を誓った。
どんな物体でも無条件で瞬時に溶かすエーテルギアを使う。時間差で能力を発動させることもできる。
ジギーがクロウと手を組んだことでジギーを倒そうとするシキ達とクロウを倒そうとするホーリィとで目的が合致することから、自分からシキ達に近づき協力を要請、エルシーとも組んで共闘することとなる。当初はあくまで利用するのが目的でクロウ達を倒したらついでにシキ達も捕まえようとしていたが、ホーリィの過去を知ったシキ達が家族として扱ったことから彼女も信頼を寄せるようになった。
レンダードの戦いでは最初は部下の指揮を取っていたが、クロウが現れるとエデンズ ゼロのナイトギアを借りて交戦。クロウの唯一の弱点であるコアを自身のエーテルギアで剥き出しにすることに成功したが、近づき過ぎたことでクロウの体内に取り込まれる。エーテルギアを使えなくなったことでクロウの分身に追い詰められるがクリーネの力でエーテルギアが復活、さらにジンとラグナが駆けつけたことで助かり、共に動力源に向かう。その奥で仲間であるキュアーと出会うが、彼こそがクロウの本体にして製作者であり、真実を知って激怒。キュアーと交戦し、隙をついて動力源を破壊。体内からの脱出後駆けつけたイレイザー達の協力もあってクロウとキュアーを倒すことに成功した。
ホーリィの本名レイナは『RAVE』のレイナと同じである。
- エーテルギア「メルト」
  - メルティキス

フェザー
星系六祈将の一人。冷静沈着な女性。自身のエーテルギアを使って敵を包囲し確実に仕留めようとする。一方で仲間に関心を持っておらず、それによってキュアーの長い裏切りに気づかなかった（イレイザーによるとキュアーが偽装工作を行っていたのが最大の要因）。
ギルドマスターのノアと同じく人の位置などを把握できる力を持つ目を持っている。
- エーテルギア「ヴィーナス・アイ」
- エーテルコネクト

キュアー
声 - 山下誠一郎
星系六祈将の一人。一見すると冷静かつ真面目な男だが、その本質は非常に身勝手な価値観を持つ冷酷非道な人物。
宇宙には善と悪が必要と考えており、そのために様々な闇を生み出しては輝くために自らの手で排除してきた。六魔の半数以上も彼が背後で手伝っていたり汚名を無理矢理着せており、即ち星系連盟軍が戦ってきたのは彼の大掛かりな自作自演、壮大なマッチポンプである。本人曰く「私は善であり悪」とのことだが、ホーリィからは「悪でしかない」と真っ向から否定されている。また完璧主義の一面もあり、自分の計算が狂うことを嫌い、計算通りにするためならば同僚すらも平気に手を掛ける。
ありとあらゆる物体も瞬時に再生する能力を持つ。ただし二つ以上のものを同時に再生はできない。
レンダードの戦いでは他の星系六祈将と共にジギー達を倒すべく駆けつけたと思われたが、実際は自身の最高傑作であり六魔のクロウの体内にずっとおり、そこに侵入してきたホーリィに真実を告げて交戦。彼女の溶かす力を再生によって無効化できるために最初は優位に立っていたが、一瞬の隙をついて自分と動力源を同時に溶かされてしまう。苦肉の策として自身とクロウを一体化させ暴れ回るが（この際の性格はクロウに類似していたため、これが彼の本性だった可能性が高い）、他の星系六祈将とエデンズ ゼロによってクロウ諸共倒される。
- 再生

ビクトリー
ユニバース0にいる星系六祈将の一人。ジャスティス隊の項目を参照。
フェイス / アミラ
ユニバース0にいる星系六祈将の一人。銀河系諜報機関の項目を参照。

#### 銀河系諜報機関（GIA）
ノア・グレンフィールド
流星の灯の項目を参照。
アミラ
声 - 佐藤恵
GIAの諜報員。エーテルギアによって他人の姿や記憶をトレースし誰にでも変装できる。
シキたちがハーミットを連れ戻すためデジタリスに入った際、ホムラに成りすまし内偵を行うが、邪魔になるため監禁していた本物のホムラが介入したことで偽物であることが露見し、追跡を振り切ってデジタリスから逃げ出した。
その後はラビリアに変装してベリアル・ゴアに潜入していたところ、30号世界においてシキたちと再会し彼らに協力する。
- ミラーフェイス

ジェシー
声 - 村井雄治
GIAの諜報員。
エルシーの海賊艦隊の一員として潜伏していたが、当のエルシーにはスパイであることに気付かれており、葵宇宙にて星系連盟軍に引き渡された。彼もジャスティスやエルシー同様にかつてはレンダードに住んでおり、家族を失う戦争の引き金となったエルシーに強い恨みを持っており、彼女の仲間にまで強い殺意を抱いている。
シュラとの戦いではクリードと共に星の内部に潜入していたが、途中で逸れてしまう。合流時にクリードの横にいたホムラを、エルシーと仲良くしていた事からエルシーの仲間だと誤解し、止めようとしたクリードを誤って射殺。仲間を間違って殺したことに動揺し、叫びながらその場を去った。その後、クリードの死体が届けられた際に自身の処罰を免れるべく記録を改竄し、ホムラが殺したと嘘をついた。
レンダードの戦いではアクネラと戦うジャスティスからの指示で拘束したエルシーを見張りに来たが、（禁止されている訳ではないとはいえ）自分を未だに家族として心配するエルシーを嘲笑うばかりか暴行を加え、さらに彼女の仲間を呼び寄せて彼女の前で殺すという身勝手な行動を繰り返す。その結果エルシーを助けようとしたヒョウガの最後の抵抗によって胸元を貫かれて死亡し、同時にエルシーも解放されたことで任務も果たせないという結末を迎えた。

#### ジャスティス隊
ビクトリー
声 - 三瓶雄樹
星系連盟軍の一員。
色黒で大柄な男。軽口を叩く事も多いが正義感は強い。物事を客観的に見れる人物で、ジャスティスと違ってクリードをホムラが殺したという情報も、状況証拠から疑っていた。体を大きくするエーテルギアを使用する。
- エーテルギア「タイタンズアーム」

クリード / セイジ・ホウジョウ
声 - 三野雄大
星系連盟軍の一員。眼鏡を掛けた細身の青年。心優しい人物で正義感も強い。フォレストで会って以降ホムラに気のある様子を見せている。
元はホムラと同じ惑星オオエドの出身で、将軍家の人間だが宇宙に出た事で故郷の階級制度は無意味なものであると考えており、ただの一般人でも平等に接する。一瞬で対象を檻に捉えるエーテルギアを使う。
シュラの暴走を止めるべく星に潜入した先で偶然にもホムラと遭遇する。最初は警戒されたものの、自身が同郷である事を語り、共にオールリンクを止めようとした矢先で逸れていたジェシーと合流。ホムラをエルシーの仲間だと誤解した彼を制止するも半ば暴走していて聞かず、やむを得ずに力づくで止めようとするも動揺したジェシーに心臓を撃ち抜かれてしまい、ホムラに自身の想いを打ち明けて死亡した。
- エーテルギア「エーテルロック」

#### フェザー隊
サム、アギィ

#### ホーリィ隊
シロ、イブキ

### 流星の灯
ノア・グレンフィールド
声 - 岡本信彦
ブルーガーデンを拠点とする冒険者ギルド「流星の灯」のマスター。
裏の顔はGIA桜宇宙担当局長。治安維持のために暗躍しており、ドラッケンを潰すためにシキたちを利用したこともある。
他人の位置情報を観測するエーテルギア「ゴッドアイ」の使い手。観測範囲は場所に留まらず時間軸にまで及び、レベッカの「キャットリーパー」発動に伴う世界変動を知覚することができる。
- エーテルギア「ゴッドアイ」

クラリス・レイヤー
声 - 田村奈央
「流星の灯」の受付。レベッカの友人で、度々情報を提供している。
シキ・グランベル
主要人物の項目を参照。
レベッカ・ブルーガーデン
主要人物の項目を参照。
ハッピー
主要人物の項目を参照。
ラビリア・クリスティ
声 - 綾乃あゆみ
有名B・キューバー。言葉遣いは丁寧だが性格は悪く、レベッカを見下しており、犬猿の仲。
レベッカの仲間たちも見下しがちだが、シキに関しては興味を抱く。一方でレベッカからは昔は友達だったと言われている。
B・キューブチャンネルが三年間にその名声を失った後、レベッカへと和解たり彼女に対する態度も軟化していった。その後、エデンズ ゼロに乗せられ、シスター・イヴリィによって病気の治療を受けた。
- 桜舞流ケンカ空手（オウブりゅうケンカからて）

### 桜舞星騎士団
ゼノリス
声 - 井上和彦
小柄なアンドロイドの姿をした人物でジギーの師匠。老人のような話し方をする。フォレスタにいた所にシキと出会い、彼らに授業をつけた。シキやジギーと同様重力を操れる。
- エーテルギア「サタングラビティ」
  - 魔械流 重心
  - 魔械流秘奥技 黒天

オルギア

アルセリク

ニクラオス

ウルクロア

### 桜宇宙（サクラコスモス）

#### グランベル
城主
声 - 辻親八
マイクル
声 - 山口智広
ミトラ
声 - 佐藤はな
ジョン
声 - 佐久間元輝
アニー
声 - 柴田芽衣

#### ブルーガーデン
流星の灯
流星の灯の項目を参照。
ニパ
声 - 村上裕哉
ボノ、ヤミー、3号、4号、5号
声 - 真木駿一（ボノ）、しおみそうま（ヤミー）、大野智敬（3号）、中務貴幸（4号）、中島卓也（5号）
カウチポ
エデンズ ゼロの項目を参照。
ミロン
声 - 佐藤恵
コパ
声 - 夏生
ミヤコ
声 - 鎌倉有那
シーラ
声 - 柳澤良音
りっちゃん、なっちゃん

いっちー、なる
声 - 加藤一華（いっちー）、金城成美（なる）

#### ノーマ
ワイズ・シュタイナー
主要人物の項目を参照。
シビルファミリー
シビル
声 - 青山穣
- 強化アーム（きょうかアーム）
- ナイトギアメイジ

パヨ
声 - 近藤玲奈
フットブラザーズ
声 - 佐々健太（兄）、しおみそうま（弟）
バーナデッド
声 - 櫻井浩美
ジョニー
声 - 山口智広
イルマ・シュタイナー
声 - 佐藤はな

#### ギルスト
ベリアル・ゴア
ベリアル・ゴアの項目を参照。
ローグアウト
偽シスター
声 - 前田玲奈
- ヒールアトマイザー

ジン
エデンズ ゼロの項目を参照。
ガノフ
声 - 田村真
モスコ
エデンズ ゼロの項目を参照。
イリーガ
声 - 木村雅史
カルム・スティールフォード
帝国項目を参照。

#### デジタリス
シノビトロール
声 - 真木駿一
ギロン
声 - 中島卓也

#### サン・ジュエル
紅婦人 / クレナイ・コウゲツ
声 - 園崎未恵
ホムラの実母。サン・ジュエルを支配する妖艶な女性。
非常に自分勝手な性格でホムラを捨て、無理矢理働かせていた所を助けてくれたヴァルキリーをも騙した。自分の気に入らないものには一切の容赦をしない残酷な面も持ち合わせる。
シキ達やヴァルキリーを信仰する反逆者のいる地域を滅ぼすべく行動を開始した所に、ホムラに合わせるべく現れたシキの交戦。紅鉄騎を使用してシキと戦うも敗れ、ホムラに思ってもいない言葉を述べて命乞いをし、親子の縁を切られる。その場から逃げ出すとホムラを嘲笑ったが、自分の虐げた者の復讐に合うという末路を辿った。
三年後、監禁状態で息を引き取ったことが明らかになり、ジギーは保存された体のエーテルを使用してマザーを見つける。
- サテライトブレイズ / 紅の目
- 紅の籠手（くれないのこて）- 灼熱の熱を発生する機械式ハンドブレースを所有しており、手が触れる表面はすべて激しく焼ける。ガントレットはエーテルギア者の強さを強化し、「サタングラビティ」など特殊能力に耐えることができる。
- 紅鉄騎（くれないてっき）- 極限の力や機動性、凡ゆる攻撃に対する耐久性を誇る「ナイトギア」の最新最強モデル。
  - クイーンノヴァ

三罪天
ギャレット
声 - 中務貴幸
バグー
声 - 村井雄治
- 戦斧 ソニックウェイブ（せんぷソニックウェイブ）

ニノ
声 - 後藤ヒロキ
- エーテルギア「ソウルアーム」

ウォード
声 - しおみそうま
ポール
声 - 北沢洋
- エーテルギア「スティールハンド」
  - スティール

イグル、バン、ヤック
声 - 杉崎亮（イグル）、佐久間元輝（バン）、高橋伸也（ヤック）
セドリック
声 - 山口智広

#### オオエド
ホムラ・コウゲツ
主要人物の項目を参照。
クレナイ・コウゲツ
サン・ジュエルの項目を参照。
セイジ・ホウジョウ
星系連盟軍の項目を参照。
ケンタ
声 - 植木慎英

#### その他の惑星
メタルボギー
声 - 三瓶雄樹
フランカー・ヨッチ
声 - よっち
- プロテクトマトリクス

ハイウェイ・ヤナ
声 - 梶川翔平
- エーテルギア
  - 神速（しんそく）

### 葵宇宙（アオイコスモス）

#### レッドケイブ
ナディア
声 - 前田玲奈

アンドリュー
声 - 村上裕哉

#### フォレスタ
ゼノリス
桜舞星騎士団の項目を参照。
アルナ
声 - 岩田陽葵
ミーちゃん
声 - 関ありあ

#### サンドラ
反乱軍オアシス
グッドウィン
声 - 乃村健次
「オアシス」のボス。大柄な猫の姿をしている。
一見恐ろしい容姿に反して優しく心の広い人物。レベッカの大ファン。ネロの事は憎んでいるがその部下までもは憎んではいない。非常に高い戦闘能力を持つ。
ラグナ・ヒューゼルト
エデンズ ゼロの項目を参照。
イジューナ
帝国の項目を参照。
イバラキ
声 - 菅原慎介
リーゼントで不良のような喋り方をしている男。非常に仲間思いな性格で口は悪いが根は優しい。口癖は「ンダラァ」。勝手に組織を抜けたラグナを裏切り者と呼んでいるが内心は一切怒っておらず彼が再び戻ってきた事を嬉しく思っている。
ディラン
声 - しおみそうま

フレナ
声 - 月城亜美

ルッソ
声 - ニケライ・ファラナーゼ

リザール
声 - 山口令悟

ゴマ吉
声 - 大野智敬

ゾーイ
声 - 中島卓也

#### その他の惑星
リッカード

ハロルド

### 楓宇宙（カエデコスモス）

#### レンダード
シャイア＝ル＝レンダード
銀河六魔將の項目を参照。
エルシ＝ル＝レンダード
銀河六魔將の項目を参照。
ジェームズ・ホロウェイ
星系六祈將の項目を参照。

### 雪宇宙（ユキノコスモス）
ホーリィ
星系六祈將の項目を参照。
サラ
ホーリィの妹。

### ミルディアン
シャオメイ
声 - 井上ほの花
別名「時読み」。惑星ミルディアンに住む占い師として知られている女性。
過去にマザーと出会った際、過去・現在・未来におけるあらゆる物事を見通す能力を得た。そのためマザーが実在することを知る数少ない存在となるが、能力を得た代償としてマザーに出会う過程の記憶を失っている。なお、何でもわかってしまうとつまらないという理由から「戦いの結末」はわからないという制約を自身に課しており、情報を求める客には自分が手配した戦士と試合を行わせ、その様子を見て涎を垂らし悦に浸ることを趣味としている。
各章の冒頭に登場し、第四の壁を超えて読者におおまかな出来事を説明する役割を担う狂言回し。劇中ではクレナイを探すヴァルキリー、ヴァルキリーを探すシキたちの依頼を受けている。

### 外宇宙
マザー
声 - 井上喜久子
「宇宙のどこかに存在する」という噂がまことしやかに語られている巨大な女性。

## 宇宙と惑星

### 桜宇宙（サクラコスモス）
桜の花びらが舞う宇宙。「四季大宇宙」を構成する4つのコスモスのーつ。
グランベル
星そのものがテーマパークになっている小惑星。シキ以外はそれぞれ役割を与えられたロボットたちがテーマパークのスタッフとして生活していたが、100年前から人間の来訪はなく、10年前からはジギーに託されたシキを皆で育ててきた。彼に愛着を持つようになったが、ロボットたちは老朽化により機能停止が迫っており、レベッカの来訪を機にひと芝居打ってシキを突き放し、彼の旅立ちを見届けた直後に全機が機能を停止した。
ロボットたちの取りまとめは国王風の姿をした城主が務め、他にはシキの一番の友達だったマイケルなどがいる。
ブルーガーデン（水の惑星）
冒険者たちが集う星。50年前にギルド「流星の灯」が設立され、住民のほとんどは他所からの移民。
ノーマ（土の惑星）
土のエーテルに覆われた星。エーテル結晶が地表に降り注ぐため、住民は地下に都市を作って暮らしている。
レベッカがシキを連れて訪れる少し前に「時喰み」の被害を受け50年前に逆行し、住民たちは時喰み到達前に星を出ている。
ギルスト（罪人の惑星）
巨大な樹木に都市を築いている星。50年前までは歓楽地として有名だったが、近年では無法がまかり通る悪党の巣窟になっている。
シキたちがレベッカ奪還を達成し撤退した直後、「時喰み」の被害を受け1200年前に逆行し、皮肉にも緑溢れる星へと浄化された。
デジタリス（超仮想惑星）
超仮想惑星。元々は「ローグファンタジア」というタイトルのVRMMORPGだったが、作中のNPCたちが自我を獲得し、システムを次々に改変したことでゲームバランスが崩壊し、運営も放置するしかない状況になった。一応ゲームであるため、現実世界から出入りするためには機械を介する必要がある。ヘッドアップディスプレイは存在せず、プレイヤーの能力は現実世界における当人のそれが反映されるが、ゲームシステムの改竄に該当する能力を使用した場合はBANされる。また、デジタリス内で受けたダメージは現実の肉体に反映され、最悪死亡する危険性も孕んでいる。
ニュートン（科学の惑星）
科学の惑星。
フック
機械人だけの惑星。
ブラウン・シー
チョコレートの海のリゾート地。
ミルディアン（時の惑星）
時の惑星。時間の流れが外界から外れている。
サン・ジュエル（宝石の惑星）
宝石の惑星。
オオエド
ホムラの故郷。和風の文化が根付いている。

### 葵宇宙（アオイコスモス）
遊魚踊る宇宙（ウミ）。数年に一度広がっている海が満潮になる「オールリンク」と呼ばれる現象がありその間は全てのネットワークが繋がる。
レッドケイブ（炎の惑星）
炎の惑星。遺物（レリック）を奪われてしまったため水の惑星と称されるような場所になっていた。神殿の奥にはマザーエーテルと遺物が存在する。
フォレスタ（緑の惑星）
自然豊かな星。中立地帯なため政府も迂闊な事は出来ない。食事も絶品。ジギーによって機械が暴走し人間を虐げる惑星となっていたが、ハーミットによってウイルスが消滅した。
マッドロール（泥の惑星）

サンドラ（砂の惑星）
砂の惑星。地表の九割が砂漠で出来ている。ラグナ曰くこの星の人々は全員ネロによって自由を奪われたらしい。反乱軍「オアシス」の本拠地でもある。
ネロ帝国

ネロ1（神殿）

ネロ66（灰の惑星）
ネロ73

### 楓宇宙（カエデコスモス）
スイーズ
初登場したカエデコスモスの惑星。ジギーに操縦される機械住民たちとジギーの軍隊である「スケルトンアーミー」があったが、反乱は鎮静化した。
レンダード（永久機関惑星）
永遠機関の惑星で、星自体が生きている工場の様に自動的にロボットを生産する。現はジギーと魔王四煌星に占領され、ジギーとスケルトンアーミーを生産している。銀河六魔将のデッドエンド・クロウとゴッド・アクネラもジギーに合流した状態。元々エルシーの母国であるレンダード王国があり、エルシーはその国の王女で、本名はエルシー・ル・レンダードだった。かつてレンダード王国はカエデコスモスで最も良く出ていた国だったが、エルシーによって起きた内戦によって滅亡し、現はジギーの根拠地となって機械を生産する星となった。
ダリア
大型宇宙船の整備施設と夏リゾート場所がある惑星。サクラコスモスからフェザー部隊の包囲網を突き抜け、カエデコスモスに帰還したシキ達が船の整備のために訪れた惑星。「リュウゼツランド」というリゾートがあり、シキ達はここで星系六祈将であるホーリィと初めて会った。

### 雪宇宙（ユキノコスモス）
スワン

ミルツ

## 用語
エデンズ ゼロ
シキ達の拠点である宇宙戦艦。艦名は「Ether Drive Eternal Navigation Ship」の0番艦の略称。
エデンズ ワン

エーテル
生物の体内や自然界に存在するエネルギーの一種。
エーテルギア
体内のエーテルの流れを無理矢理組み替え、特殊な能力を発現させる技術。「暗黒時代の力」とも呼ばれる。腕や脚を縛られると使用できなくなる欠点がある（ただし、修行で克服出来る。）
マザーエーテル
マザーの一部から発せられる特殊なエーテル。マザーの一部とされる遺物（レリック）を見つけるための羅針盤であり、いくつもの遺物のマザーエーテルを吸収していけばマザーにたどり着く可能性がある。別のマザーエーテルを吸収する事で性質が変化し、強化される。
エンパイアエーテル
相手に影響を与えるエーテルギア戦術で、アオイコスモスで特に多く見られるエーテルギアの技であるためアオイエーテルギアとも呼ばれる。一般的なエーテルギアが自分のエーテル流れを再編成して自己能力を強化する技であれば、アオイエーテルギアは逆に相手のエーテル流れを再編成して弱める技である。
B・キューブ
動画投稿サイト。動画の配信者は「B・キューバー」と呼ばれる。
流星の灯

銀河六魔将

星系連盟軍

星系六祈将（オラシオンセイス）

銀河系諜報機関（GIA）

桜舞星騎士団（オウブせいきしだん）
暗黒時代に桜宇宙を守った英雄たちで、ブルーガーデンの守り神。アイアンヒルの近くに巨像がある。
オーバードライブ
エーテルギアの真力で、エーテルの臨界点を突破することで体を形成するエーテルに変化が起こる。

## 書誌情報
- 真島ヒロ 『EDENS ZERO』 講談社〈講談社コミックス〉、全33巻
  1. 「桜舞うソラに」2018年9月14日発売[16]、ISBN 978-4-06-513234-0
  2. 「鉄の涙」2018年11月16日発売[17]、ISBN 978-4-06-513249-4
  3. 「魔王戦艦」2019年2月15日発売[18]、ISBN 978-4-06-513875-5
  4. 「新たな仲間たち」2019年4月17日発売[19]、ISBN 978-4-06-514881-5
  5. 「花火」2019年6月17日発売[20]、ISBN 978-4-06-515677-3
  6. 「言葉は強さを与える」2019年9月17日発売[21]、ISBN 978-4-06-516233-0
  7. 「きっと前へ進める」2019年11月15日発売[22]、ISBN 978-4-06-516893-6
  8. 「愛する者」2020年2月17日発売[23]、ISBN 978-4-06-517355-8
  9. 「涙を流すな」2020年4月17日発売[24]、ISBN 978-4-06-518522-3
  10. 「オレたちの未来」2020年6月17日発売[25]、ISBN 978-4-06-519436-2
  11. 「シキ vs. ドラッケン」2020年8月17日発売[26]、ISBN 978-4-06-520331-6
  12. 「魔王降臨」2020年10月16日発売[27]、ISBN 978-4-06-521010-9
  13. 「ドラゴンフォール」2021年1月15日発売[28]、ISBN 978-4-06-521480-0
  14. 「スタードレイン」2021年3月17日発売[29]、ISBN 978-4-06-521639-2
  15. 「たくさん笑う為に」2021年5月17日発売[30]、ISBN 978-4-06-523141-8
  16. 「葵大戦の序曲」2021年7月16日発売[31]、ISBN 978-4-06-524027-4
  17. 「灰色の世界」2021年9月17日発売[32]、ISBN 978-4-06-524836-2
  18. 「偽りの5」2021年11月17日発売[33]、ISBN 978-4-06-525998-6
  19. 「葵の宇宙（うみ）に散る」2022年2月17日発売[34]、ISBN 978-4-06-526892-6
  20. 「3 years later」2022年4月15日発売[35]、ISBN 978-4-06-527525-2
  21. 「星咬作戦」2022年6月17日発売[36]、ISBN 978-4-06-528179-6
  22. 「万物のエーテル」2022年8月17日発売[37]、ISBN 978-4-06-528658-6
  23. 「alternative」2022年10月17日発売[38]、ISBN 978-4-06-529414-7
  24. 「原点0」2022年12月16日発売[39]、ISBN 978-4-06-529939-5
  25. 「最後の世界」2023年2月17日発売[40]、ISBN 978-4-06-530529-4
  26. 「幸せな世界」2023年4月17日発売[41]、ISBN 978-4-06-531238-4
  27. 「紅の涙」2023年7月14日発売[42]、ISBN 978-4-06-531893-5
  28. 「深き海の如く」2023年9月14日発売[43]、ISBN 978-4-06-532890-3
  29. 「悠久の時より」2023年11月16日発売[44]、ISBN 978-4-06-533545-1
  30. 「辿り着いた先には…」2024年1月17日発売[45]、ISBN 978-4-06-534178-0
  31. 「母なる…」2024年3月15日発売[46]、ISBN 978-4-06-534866-6
  32. 「時の体内」2024年6月17日発売[47]、ISBN 978-4-06-535505-3
  33. 「友達」2024年8月16日発売[48]、ISBN 978-4-06-536511-3

## テレビアニメ
2020年6月に原作者の真島がTwitter上にてテレビアニメ化を発表した。日本テレビ系列ほかにて、第1期は2021年4月から10月まで放送された。ナレーションはジギー役の大塚芳忠が担当。
第2期は2023年4月から10月まで放送された。

### スタッフ
- 原作 - 真島ヒロ[4]
- 総監督 - 石平信司[4][52]
- 監督 - 鈴木勇士[4]（第1期）、渡部穏寛[52]（第2期）
- シリーズ構成 - 広田光毅[4][52]
- アニメーションキャラクターデザイン - 迫由里香[4][52]
- アニメーションサブキャラクターデザイン - 菊池隼也[13]
- 美術監督 - 魏斯曼[51][13]
- 美術設定 - 山本恵（第1期）
- 色彩設計 - 伊藤由紀子[51][13]
- 撮影監督 - 廣瀬唯希[51][13]
- 編集 - 後藤正浩[51][13]
- 3D.CG.ディレクター - 藤明大悟（第2期）
- 音響監督 - はたしょう二[4][13]
- 音楽 - 平野義久[4][13]
- 音楽プロデューサー - 千石一成、植田みのり
- 音楽制作 - 日本テレビ音楽[4][13]
- チーフプロデューサー - 伊藤洋平（第1期）、古川慎（第2期）、中谷敏夫
- プロデューサー - 塩谷佳之、稲毛弘之、伴在正行
- アニメーション制作プロデューサー - 鈴木薫
- アニメーション制作 - J.C.STAFF[4][52]
- 製作 - 講談社、日本テレビ放送網[51][53]

### 主題歌
「Eden through the rough」
西川貴教による第1期第1クールオープニングテーマ。作詞はSpirit Garden、作曲・編曲は藤永龍太郎。
「FOREVER」
L'Arc〜en〜Cielによる第1期第2クールオープニングテーマ。作詞・作曲はtetsuya、編曲はL'Arc〜en〜Ciel and Jun Suyama。
「冒険のVLOG」
CHiCO with HoneyWorksによる第1期第1クールエンディングテーマ。作詞・作曲・編曲はHoneyWorks。
「世界の秘密」
さユりによる第1期第2クールエンディングテーマ。作詞・作曲はさユり、編曲は江口亮。
「Never say Never」
西川貴教による第2期第1クールオープニングテーマ。作詞はSpirit Garden、作曲・編曲は藤永龍太郎。
「械物」
Tani Yuukiによる第2期第2クールオープニングテーマ。作詞・作曲はTani Yuuki。
「リンネ」
ASCAによる第2期第1クールエンディングテーマ。作詞はASCA、Saku、作曲・編曲はSaku。
「my star」
ロザリーナによる第2期第2クールエンディングテーマ。作詞・作曲はロザリーナ。

### 各話リスト
| 話数   | サブタイトル           | 脚本     | コンテ            | 演出                | 作画監督                                                                   | 総作画監督               | 初放送日       |       |       |       |       |       |       |       |       |       |       |       |       |       |       |       |       |       |
| 第1期  | 第1期                  | 第1期    | 第1期             | 第1期               | 第1期                                                                      | 第1期                    | 第1期          | 第1期 | 第1期 | 第1期 | 第1期 | 第1期 | 第1期 | 第1期 | 第1期 | 第1期 | 第1期 | 第1期 | 第1期 | 第1期 | 第1期 | 第1期 | 第1期 | 第1期 |
| ------ | ---------------------- | -------- | ----------------- | ------------------- | -------------------------------------------------------------------------- | ------------------------ | -------------- | ----- | ----- | ----- | ----- | ----- | ----- | ----- | ----- | ----- | ----- | ----- | ----- | ----- | ----- | ----- | ----- | ----- |
| 第1話  | 桜舞うソラに           | 広田光毅 | 石平信司          | 桜美かつし          | 小渕陽介 長谷川眞也 奥田哲平                                               | 迫由里香                 | 2021年 4月11日 |       |       |       |       |       |       |       |       |       |       |       |       |       |       |       |       |       |
| 第2話  | 少女と青猫             | 広田光毅 | 鈴木勇士          | 森義博              | 河野真也 中島駿 山内則康 福島豊明                                          | 迫由里香 菊池隼也        | 4月18日        |       |       |       |       |       |       |       |       |       |       |       |       |       |       |       |       |       |
| 第3話  | 冒険者たち             | 広田光毅 | 渡部穏寛          | 冨永恒雄            | 福世孝明 岡辰也                                                            | 迫由里香                 | 4月25日        |       |       |       |       |       |       |       |       |       |       |       |       |       |       |       |       |       |
| 第4話  | ワイズという男         | 広田光毅 | 石平信司          | 佐藤和麿            | 長塚幸恵 tofu 中川実 谷口繁則 渡辺一平太 山内則康 福島豊明                 | 冨岡寛 迫由里香          | 5月2日         |       |       |       |       |       |       |       |       |       |       |       |       |       |       |       |       |       |
| 第5話  | 激突!!シビルファミリー | 広田光毅 | 鈴木勇士          | 桜美かつし          | 冷水由紀絵 小渕陽介 江藤大気                                               | 迫由里香                 | 5月9日         |       |       |       |       |       |       |       |       |       |       |       |       |       |       |       |       |       |
| 第6話  | スカルフェアリー号     | 広田光毅 | 渡部穏寛          | 冨永恒雄            | 福世孝明 岡辰也                                                            | 菊池隼也                 | 5月16日        |       |       |       |       |       |       |       |       |       |       |       |       |       |       |       |       |       |
| 第7話  | 魔王戦艦               | 広田光毅 | 石平信司          | 森義博              | 奥田哲平 上田みねこ 山内則康 福島豊明                                      | 迫由里香                 | 5月23日        |       |       |       |       |       |       |       |       |       |       |       |       |       |       |       |       |       |
| 第8話  | 風の鳴くハイウェイ     | 広田光毅 | 鈴木勇士          | 佐藤和麿            | 長谷川眞也 河野真也 長塚幸恵                                               | 迫由里香                 | 5月30日        |       |       |       |       |       |       |       |       |       |       |       |       |       |       |       |       |       |
| 第9話  | 惑星ギルスト           | 広田光毅 | 渡部穏寛          | 村山靖              | 岡辰也 古澤貴文 福世孝明                                                   | 菊池隼也 迫由里香 冨岡寛 | 6月6日         |       |       |       |       |       |       |       |       |       |       |       |       |       |       |       |       |       |
| 第10話 | 裸の脱出作戦           | 広田光毅 | 石平信司          | 岩崎良明            | 小渕陽介 江藤大気 冷水由紀絵 tofu 中川実 渡辺一平太                        | 菊池隼也 迫由里香        | 6月13日        |       |       |       |       |       |       |       |       |       |       |       |       |       |       |       |       |       |
| 第11話 | シスター・イヴリィ     | 笹野恵   | 石平信司          | 森義博              | 奥田哲平 熊谷勝弘 山内則康 福島豊明                                        | 迫由里香                 | 6月20日        |       |       |       |       |       |       |       |       |       |       |       |       |       |       |       |       |       |
| 第12話 | 新たな仲間たち         | 広田光毅 | 渡部穏寛          | 髙木啓明            | 古澤貴文 福世孝明 岡辰也                                                   | 菊池隼也                 | 6月27日        |       |       |       |       |       |       |       |       |       |       |       |       |       |       |       |       |       |
| 第13話 | 超仮想惑星             | 広田光毅 | 鈴木勇士          | 桜美かつし          | 長谷川眞也 上田みねこ 長塚幸恵 福島豊明                                    | 迫由里香                 | 7月4日         |       |       |       |       |       |       |       |       |       |       |       |       |       |       |       |       |       |
| 第14話 | 丘の上の少女           | 笹野恵   | 大畑清隆          | 大畑清隆            | 江原小百合 古徳真美 北島勇樹 河野真也 小渕陽介 冷水由紀絵                  | 迫由里香 菊池隼也        | 7月11日        |       |       |       |       |       |       |       |       |       |       |       |       |       |       |       |       |       |
| 第15話 | 大怪獣シキ             | 広田光毅 | 渡部穏寛          | 森義博              | 奥田哲平 熊谷勝弘 江藤大気 山内則康 福島豊明                               | 迫由里香 菊池隼也        | 7月18日        |       |       |       |       |       |       |       |       |       |       |       |       |       |       |       |       |       |
| 第16話 | 花火                   | 広田光毅 | 石平信司          | 佐藤和磨            | 佐野はるか 長塚幸恵 tofu 中川実 渡辺一平太 高梨友美 早川元基 土居恵梨子    | 迫由里香 菊池隼也        | 7月25日        |       |       |       |       |       |       |       |       |       |       |       |       |       |       |       |       |       |
| 第17話 | 知識の宮殿             | 笹野恵   | 佐山聖子          | 野上良之            | 冷水由紀絵 佐野はるか 上田みねこ 金澤龍 さのえり 大西陽一                  | 迫由里香                 | 8月1日         |       |       |       |       |       |       |       |       |       |       |       |       |       |       |       |       |       |
| 第18話 | 言葉は強さを与える     | 広田光毅 | 渡部穏寛          | 冨永恒雄            | 古澤貴文 福世孝明 岡辰也                                                   | 迫由里香 菊池隼也        | 8月8日         |       |       |       |       |       |       |       |       |       |       |       |       |       |       |       |       |       |
| 第19話 | 永永無窮の星より       | 広田光毅 | 石平信司          | 岩崎良明            | 長谷川眞也 小渕陽介 河野眞也 高橋直樹 川口弘明                             | 迫由里香                 | 8月15日        |       |       |       |       |       |       |       |       |       |       |       |       |       |       |       |       |       |
| 第20話 | 鉱石生命体             | 笹野恵   | 鈴木勇士          | 森義博              | 熊谷勝弘 佐野はるか 伊藤知美 山内則康 福島豊明                             | 迫由里香 菊池隼也        | 8月29日        |       |       |       |       |       |       |       |       |       |       |       |       |       |       |       |       |       |
| 第21話 | リセット               | 広田光毅 | 渡部穏寛          | 村山靖              | 古澤貴文 岡辰也 福世孝明                                                   | 迫由里香                 | 9月5日         |       |       |       |       |       |       |       |       |       |       |       |       |       |       |       |       |       |
| 第22話 | 機械の母               | 広田光毅 | 石平信司          | 佐藤和磨            | 谷口繁則 渡辺一平太 中川実 tofu 橋本健太 長塚幸恵 冷水由紀恵               | 迫由里香 菊池隼也        | 9月12日        |       |       |       |       |       |       |       |       |       |       |       |       |       |       |       |       |       |
| 第23話 | いつか強さに変わるまで | 笹野恵   | 渡部穏寛          | 鈴木勇士 小野田雄亮 | 奥田哲平 熊谷勝弘 佐野はるか 上田みねこ 冷水由紀絵 大西陽一                | 迫由里香 菊池隼也        | 9月19日        |       |       |       |       |       |       |       |       |       |       |       |       |       |       |       |       |       |
| 第24話 | 意志を継ぐ者           | 笹野恵   | 鈴木勇士          | 鈴木勇士            | 長谷川眞也 小渕陽介 河野眞也 高橋直樹 川口弘明 松本勝次 陈洁琼             | 迫由里香 菊池隼也        | 9月26日        |       |       |       |       |       |       |       |       |       |       |       |       |       |       |       |       |       |
| 第25話 | 愛する者               | 広田光毅 | 鈴木勇士 石平信司 | 鈴木勇士 野上良之   | 冷水由紀絵 佐野はるか 長塚幸恵 伊藤知美 髙梨友美 tofu 渡辺一平太           | 迫由里香                 | 10月3日        |       |       |       |       |       |       |       |       |       |       |       |       |       |       |       |       |       |
| 第2期  |                        |          |                   |                     |                                                                            |                          |                |       |       |       |       |       |       |       |       |       |       |       |       |       |       |       |       |       |
| 第26話 | ベリアル・ゴア         | 広田光毅 | 石平信司          | 野上良之            | 迫由里香                                                                   | 迫由里香                 | 2023年 4月2日  |       |       |       |       |       |       |       |       |       |       |       |       |       |       |       |       |       |
| 第27話 | エレメント4            | 広田光毅 | もりたけし        | 門田英彦            | 迫由里香 權容祥                                                            | 迫由里香                 | 4月9日         |       |       |       |       |       |       |       |       |       |       |       |       |       |       |       |       |       |
| 第28話 | 桜宇宙に吹く風         | 広田光毅 | 渡部穏寛          | 渡部穏寛            | 迫由里香 大木良一 佐野はるか 河野眞也 小渕陽介                             | 迫由里香                 | 4月16日        |       |       |       |       |       |       |       |       |       |       |       |       |       |       |       |       |       |
| 第29話 | 29号                   | 笹野恵   | もりたけし        | 粂田佳之 黒田晃一郎 | 谷口繁則 中川実 tofu 清水椋大 渡辺一平太 Swarin Promjutikanon Cerberus Put | 迫由里香                 | 4月23日        |       |       |       |       |       |       |       |       |       |       |       |       |       |       |       |       |       |
| 第30話 | 仲裁                   | 広田光毅 | 石平信司          | うえだしげる        | 北原里美 小笠原優 熊谷勝弘 趙親雲 陳潔琼 胡威                              | 迫由里香                 | 4月30日        |       |       |       |       |       |       |       |       |       |       |       |       |       |       |       |       |       |
| 第31話 | オレたちの未来         | 広田光毅 | 石平信司          | 野上良之            | 大木良一 上田みねこ                                                        | 迫由里香                 | 5月7日         |       |       |       |       |       |       |       |       |       |       |       |       |       |       |       |       |       |
| 第32話 | 4 VS 4                 | 笹野恵   | もりたけし        | 門田英彦            | 中島駿 吉元美紀 河野眞也 權容祥                                            | 迫由里香                 | 5月14日        |       |       |       |       |       |       |       |       |       |       |       |       |       |       |       |       |       |
| 第33話 | エデンズの剣           | 広田光毅 | もりたけし        | 森義博              | 冷水由紀絵 山内則康                                                        | 迫由里香                 | 5月21日        |       |       |       |       |       |       |       |       |       |       |       |       |       |       |       |       |       |
| 第34話 | シキ vs ドラッケン     | 広田光毅 | もりたけし        | 粂田佳之 黒田晃一郎 | tofu 清水椋大 渡辺一平太 長塚幸恵                                          | 迫由里香                 | 5月28日        |       |       |       |       |       |       |       |       |       |       |       |       |       |       |       |       |       |
| 第35話 | 魔王降臨               | 笹野恵   | 渡部穏寛          | 渡部穏寛            | 木本茂樹 陳潔琼 趙親雲                                                     | 迫由里香                 | 6月4日         |       |       |       |       |       |       |       |       |       |       |       |       |       |       |       |       |       |
| 第36話 | EDENS ONE              | 広田光毅 | 石平信司          | 小野田雄亮          | 小笠原優 小渕陽介 tofu 清水椋大 渡辺一平太                                 | 迫由里香                 | 6月11日        |       |       |       |       |       |       |       |       |       |       |       |       |       |       |       |       |       |
| 第37話 | 激突の宇宙             | 広田光毅 | 石平信司          | 野上良之 清水桃     | 佐野はるか 大木良一 熊谷勝弘 陳潔琼 趙親雲                                 | 迫由里香                 | 6月18日        |       |       |       |       |       |       |       |       |       |       |       |       |       |       |       |       |       |
| 第38話 | 海賊と呼ばれた女       | 笹野恵   | 渡部穏寛          | 門田英彦            | 上田みねこ 中島駿 河野眞也 權容祥                                          | 迫由里香                 | 6月25日        |       |       |       |       |       |       |       |       |       |       |       |       |       |       |       |       |       |
| 第39話 | 我が最愛のナディア     | 広田光毅 | もりたけし        | 森義博              | 山内則康                                                                   | 迫由里香                 | 7月2日         |       |       |       |       |       |       |       |       |       |       |       |       |       |       |       |       |       |
| 第40話 | 恋する機械             | 笹野恵   | 渡部穏寛          | 渡部穏寛            | 大木良一 小渕陽介 冷水由紀絵                                               | 迫由里香                 | 7月9日         |       |       |       |       |       |       |       |       |       |       |       |       |       |       |       |       |       |
| 第41話 | 犬になる               | 広田光毅 | 渡部穏寛          | 小野田雄亮          | 熊谷勝弘 佐野はるか 北原里美                                               | 迫由里香                 | 7月16日        |       |       |       |       |       |       |       |       |       |       |       |       |       |       |       |       |       |
| 第42話 | フォレスタの戦い       | 広田光毅 | もりたけし        | 野上良之 清水桃     | 河野眞也 吉元美紀 中島駿 陳潔琼 趙親雲                                     | 迫由里香                 | 7月23日        |       |       |       |       |       |       |       |       |       |       |       |       |       |       |       |       |       |
| 第43話 | スタードレイン         | 笹野恵   | もりたけし        | 森義博              | 長塚幸恵 山内則康                                                          | 迫由里香                 | 7月30日        |       |       |       |       |       |       |       |       |       |       |       |       |       |       |       |       |       |
| 第44話 | 愛しのガラクタちゃん   | 広田光毅 | 石平信司          | うえだしげる        | 冷水由紀絵 佐野はるか 小笠原優                                             | 迫由里香                 | 8月6日         |       |       |       |       |       |       |       |       |       |       |       |       |       |       |       |       |       |
| 第45話 | Kiss ＆ Die            | 笹野恵   | 石平信司          | 渡部穏寛            | 河野眞也 小渕陽介 上田みねこ 渡辺一平太 tofu 清水椋大                      | 迫由里香                 | 8月13日        |       |       |       |       |       |       |       |       |       |       |       |       |       |       |       |       |       |
| 第46話 | 終末システム           | 広田光毅 | 石平信司          | 森義博              | 大木良一 山内則康 上田みねこ 西村彩 熊谷勝弘                               | 迫由里香                 | 8月20日        |       |       |       |       |       |       |       |       |       |       |       |       |       |       |       |       |       |
| 第47話 | オーシャンズ6          | 広田光毅 | もりたけし        | うえだしげる        | 北原里美 佐野はるか 長塚幸恵                                               | 迫由里香                 | 9月3日         |       |       |       |       |       |       |       |       |       |       |       |       |       |       |       |       |       |
| 第48話 | ジャッジメント・デイ   | 広田光毅 | 野上良之          | 野上良之 清水桃     | 上田みねこ 西村彩 小笠原優 吉元美紀 阿獰                                   | 迫由里香                 | 9月10日        |       |       |       |       |       |       |       |       |       |       |       |       |       |       |       |       |       |
| 第49話 | 砂漠のオアシス         | 笹野恵   | 渡部穏寛          | 渡部穏寛            | 冷水由紀絵 小渕陽介 熊谷勝弘 中島駿                                        | 迫由里香                 | 9月17日        |       |       |       |       |       |       |       |       |       |       |       |       |       |       |       |       |       |
| 第50話 | 葵大戦の序曲           | 広田光毅 | 石平信司          | 渡部穏寛            | 佐野はるか 河野眞也 長塚幸恵 大木良一 木本茂樹                             | 迫由里香                 | 10月1日        |       |       |       |       |       |       |       |       |       |       |       |       |       |       |       |       |       |

### 放送局
| 放送期間                                        | 放送時間                                                  | 放送局             | 対象地域・備考                        |
| ----------------------------------------------- | --------------------------------------------------------- | ------------------ | ------------------------------------- |
| 2021年4月11日 - 10月3日                         | 日曜 0:55 - 1:25（土曜深夜）                              | 日本テレビ         | 関東広域圏 / 製作局                   |
|                                                 |                                                           | 青森放送           | 青森県                                |
|                                                 |                                                           | テレビ岩手         | 岩手県                                |
|                                                 |                                                           | 山形放送           | 山形県                                |
|                                                 |                                                           | 南海放送           | 愛媛県                                |
|                                                 |                                                           | テレビ宮崎         | 宮崎県                                |
|                                                 | 日曜 1:25 - 1:55（土曜深夜）                              | 広島テレビ         | 広島県                                |
|                                                 | 日曜 1:50 - 2:20（土曜深夜）                              | 山口放送           | 山口県                                |
|                                                 | 日曜 1:52 - 2:22（土曜深夜）                              | 四国放送           | 徳島県                                |
|                                                 | 日曜 1:55 - 2:25（土曜深夜）                              | 静岡第一テレビ     | 静岡県                                |
| 2021年4月12日 - 10月4日                         | 月曜 1:25 - 1:55（日曜深夜）                              | テレビ大分         | 大分県                                |
|                                                 | 月曜 1:55 - 2:25（日曜深夜）                              | 西日本放送         | 香川県・岡山県                        |
| 2021年4月13日 - 10月5日                         | 火曜 1:35 - 2:05（月曜深夜）                              | 日本海テレビ       | 鳥取県・島根県                        |
|                                                 | 火曜 1:59 - 2:29（月曜深夜）                              | 福岡放送           | 福岡県                                |
| 2021年4月14日 - 10月6日                         | 水曜 1:54 - 2:24（火曜深夜）                              | 中京テレビ         | 中京広域圏                            |
| 2021年4月15日 - 7月1日 2021年7月7日 - 10月6日   | 木曜 0:59 - 1:29（水曜深夜） 水曜 0:59 - 1:29（火曜深夜） | 長崎国際テレビ     | 長崎県                                |
| 2021年4月15日 - 10月7日                         | 木曜 1:34 - 2:04（水曜深夜）                              | 札幌テレビ         | 北海道                                |
|                                                 |                                                           | 鹿児島読売テレビ   | 鹿児島県                              |
|                                                 | 木曜 1:54 - 2:24（水曜深夜）                              | 北日本放送         | 富山県                                |
| 2021年4月16日 - 10月8日                         | 金曜 0:59 - 1:29（木曜深夜）                              | くまもと県民テレビ | 熊本県                                |
|                                                 | 金曜 1:24 - 1:54（木曜深夜）                              | 秋田放送           | 秋田県                                |
|                                                 | 金曜 1:34 - 2:04（木曜深夜）                              | テレビ金沢         | 石川県                                |
|                                                 | 金曜 1:44 - 2:14（木曜深夜）                              | テレビ新潟         | 新潟県                                |
|                                                 |                                                           | テレビ信州         | 長野県                                |
|                                                 | 金曜 1:54 - 2:24（木曜深夜）                              | 高知放送           | 高知県                                |
| 2021年4月17日 - 10月9日                         | 土曜 0:30 - 1:00（金曜深夜）                              | 福井放送           | 福井県                                |
|                                                 | 土曜 1:35 - 2:05（金曜深夜）                              | 読売テレビ         | 近畿広域圏 / 『金曜日はシンデレラ』枠 |
|                                                 | 土曜 1:56 - 2:26（金曜深夜）                              | 福島中央テレビ     | 福島県                                |
|                                                 | 土曜 1:59 - 2:29（金曜深夜）                              | ミヤギテレビ       | 宮城県                                |
| 2021年4月18日 - 10月10日                        | 日曜 1:10 - 1:40（土曜深夜）                              | 山梨放送           | 山梨県                                |
| 2021年4月25日 - 6月27日 2021年7月5日 - 10月11日 | 日曜 0:30 - 1:00（土曜深夜） 月曜 23:30 - 火曜 0:00       | BS日テレ           | BS放送 / 『アニメにむちゅ〜』枠       |
| 2021年5月13日 - 10月28日                        | 木曜 0:30 - 1:00（水曜深夜）                              | 日テレプラス       | CS放送 / リピート放送あり             |

| 配信開始日    | 配信時間                   | 配信サイト |
| ------------- | -------------------------- | --- |
| 2021年4月11日 | 日曜 1:35（土曜深夜） 更新 | Hulu Netflix |
| 2021年4月18日 |                            | dアニメストア U-NEXT dTV ひかりTV FOD ニコニコチャンネル Paravi Google Play Rakuten TV TSUTAYA TV ビデオマーケット DMM.com GYAO!ストア music.jp COCORO VIDEO HAPPY！動画 ムービーフルPlus GYAO! |
|               | 日曜 2:00（土曜深夜） 更新 | バンダイチャンネル |
|               | 日曜 22:00 - 22:30         | ニコニコ生放送 |
| 2021年4月19日 | 月曜 0:00（日曜深夜） 更新 | J:COMオンデマンド TELASA みるプラス auスマートパスプレミアム |

| 放送期間               | 放送時間                     | 放送局             | 対象地域・備考                        |
| ---------------------- | ---------------------------- | ------------------ | ------------------------------------- |
| 2023年4月2日 - 10月1日 | 日曜 0:55 - 1:25（土曜深夜） | 日本テレビ         | 関東広域圏 / 製作局 / 字幕放送        |
|                        |                              | 青森放送           | 青森県 / 字幕放送                     |
|                        |                              | テレビ岩手         | 岩手県 / 字幕放送                     |
|                        |                              | 山形放送           | 山形県 / 字幕放送                     |
|                        |                              | 四国放送           | 徳島県 / 字幕放送                     |
|                        |                              | 南海放送           | 愛媛県 / 字幕放送                     |
|                        | 日曜 1:25 - 1:55（土曜深夜） | 広島テレビ         | 広島県                                |
|                        | 日曜 1:50 - 2:20（土曜深夜） | テレビ宮崎         | 宮崎県 / 字幕放送                     |
|                        | 日曜 1:55 - 2:25（土曜深夜） | 静岡第一テレビ     | 静岡県                                |
| 2023年4月3日 - 10月2日 | 月曜 1:25 - 1:55（日曜深夜） | 西日本放送         | 香川県・岡山県 / 字幕放送             |
|                        |                              | テレビ大分         | 大分県                                |
| 2023年4月4日 - 10月3日 | 火曜 1:59 - 2:29（月曜深夜） | 福岡放送           | 福岡県                                |
| 2023年4月5日 - 10月4日 | 水曜 1:29 - 1:59（火曜深夜） | 長崎国際テレビ     | 長崎県 / 字幕放送                     |
|                        | 水曜 2:00 - 2:30（火曜深夜） | 日本海テレビ       | 鳥取県・島根県                        |
| 2023年4月6日 - 10月5日 | 木曜 1:24 - 1:54（水曜深夜） | 高知放送           | 高知県                                |
|                        | 木曜 1:34 - 2:04（水曜深夜） | 鹿児島読売テレビ   | 鹿児島県 / 字幕放送                   |
|                        | 木曜 1:37 - 2:07（水曜深夜） | 中京テレビ         | 中京広域圏                            |
|                        | 木曜 1:59 - 2:29（水曜深夜） | 札幌テレビ         | 北海道                                |
|                        |                              | 北日本放送         | 富山県 / 字幕放送                     |
| 2023年4月7日 - 10月6日 | 金曜 0:59 - 1:29（木曜深夜） | くまもと県民テレビ | 熊本県 / 字幕放送                     |
|                        | 金曜 1:24 - 1:54（木曜深夜） | 秋田放送           | 秋田県 / 字幕放送                     |
|                        | 金曜 1:35 - 2:05（木曜深夜） | テレビ金沢         | 石川県 / 字幕放送                     |
|                        | 金曜 1:44 - 2:14（木曜深夜） | テレビ新潟         | 新潟県 / 字幕放送                     |
|                        |                              | テレビ信州         | 長野県 / 字幕放送                     |
|                        | 金曜 1:54 - 2:24（木曜深夜） | 山口放送           | 山口県                                |
| 2023年4月8日 - 10月7日 | 土曜 0:30 - 1:00（金曜深夜） | 福井放送           | 福井県 / 字幕放送                     |
|                        | 土曜 1:05 - 1:35（金曜深夜） | 読売テレビ         | 近畿広域圏 / 『金曜日はシンデレラ』枠 |
|                        | 土曜 1:56 - 2:26（金曜深夜） | 福島中央テレビ     | 福島県 / 字幕放送                     |
|                        | 土曜 1:59 - 2:29（金曜深夜） | ミヤギテレビ       | 宮城県                                |
| 2023年4月9日 - 10月8日 | 日曜 0:00 - 0:30（土曜深夜） | BS日テレ           | BS放送 / 『アニメにむちゅ〜』枠       |
|                        | 日曜 1:10 - 1:40（土曜深夜） | 山梨放送           | 山梨県 / 字幕放送                     |
| 2023年5月15日 -        | 月曜 19:00 - 19:30           | キッズステーション | CS放送                                |

| 配信開始日    | 配信時間                   | 配信サイト |
| ------------- | -------------------------- | --- |
| 2023年4月2日  | 日曜 1:30（土曜深夜） 更新 | Hulu DMM TV |
| 2023年4月7日  | 金曜 1:30（木曜深夜） 更新 | Lemino アニメタイムズ |
| 2023年4月9日  | 日曜 1:30（土曜深夜） 更新 | dアニメストア（本店・ニコニコ支店・for Prime Video） FOD U-NEXT アニメ放題 ABEMAビデオ バンダイチャンネル ニコニコチャンネル クランクイン！ビデオ Google Play |
|               | 日曜 12:00 更新            | HAPPY！動画 |
| 2023年4月11日 | 火曜 12:00 更新            | ムービーフルPlus |

### BD / DVD
| 巻 | 発売日        | 収録話          | 規格品番   | 規格品番   |
| 巻 | 発売日        | 収録話          | BD         | DVD        |
| -- | ------------- | --------------- | ---------- | ---------- |
| 1  | 2021年8月4日  | 第1話 - 第3話   | ANZX-15261 | ANZB-15261 |
| 2  | 2021年9月8日  | 第4話 - 第6話   | ANZX-15262 | ANZB-15262 |
| 3  | 2021年10月6日 | 第7話 - 第9話   | ANZX-15263 | ANZB-15263 |
| 4  | 2021年11月3日 | 第10話 - 第12話 | ANZX-15264 | ANZB-15264 |
| 5  | 2021年12月1日 | 第13話 - 第16話 | ANZX-15265 | ANZB-15265 |
| 6  | 2022年1月12日 | 第17話 - 第19話 | ANZX-15266 | ANZB-15266 |
| 7  | 2022年2月2日  | 第20話 - 第22話 | ANZX-15267 | ANZB-15267 |
| 8  | 2022年3月2日  | 第23話 - 第25話 | ANZX-15268 | ANZB-15268 |

| 日本テレビ 日曜 0:55 - 1:25（土曜深夜）                                                   | 日本テレビ 日曜 0:55 - 1:25（土曜深夜）                             | 日本テレビ 日曜 0:55 - 1:25（土曜深夜）                      |
| 前番組                                                                                    | 番組名                                                              | 次番組                                                       |
| ----------------------------------------------------------------------------------------- | ------------------------------------------------------------------- | ------------------------------------------------------------ |
| Hulu傑作シアター ※0:55 - 1:55 - ※ここまで情報番組 - ※30分繰り下げて継続                   | EDENS ZERO（第1期） （2021年4月11日 - 10月3日） - ※ここからアニメ枠 | ルパン三世 PART6 （2021年10月10日 - 2022年3月27日）          |
| 転生したらスライムだった件（第1期・第2期） （2022年4月3日 - 2023年3月19日） - ※実質再放送 | EDENS ZERO（第2期） （2023年4月2日 - 10月1日）                      | 薬屋のひとりごと（第1期） （2023年10月22日 - 2024年3月24日） |

## コンピュータゲーム
コナミデジタルエンタテインメントより家庭用およびモバイル向けゲームソフトのリリースが発表されている。
モバイルゲーム版は『EDENS ZERO Pocket Galaxy』のタイトルで2022年2月24日よりサービス開始。略称は『ポケギャラ』。ジャンルは見下ろし型アクションRPG。2024年2月29日をもってサービスを終了した。
家庭用ゲーム版はPlayStation 5・Xbox Series X/S・PC向けで2025年7月15日発売。ジャンルはアクションRPG。